# Linia kolejowa nr 131

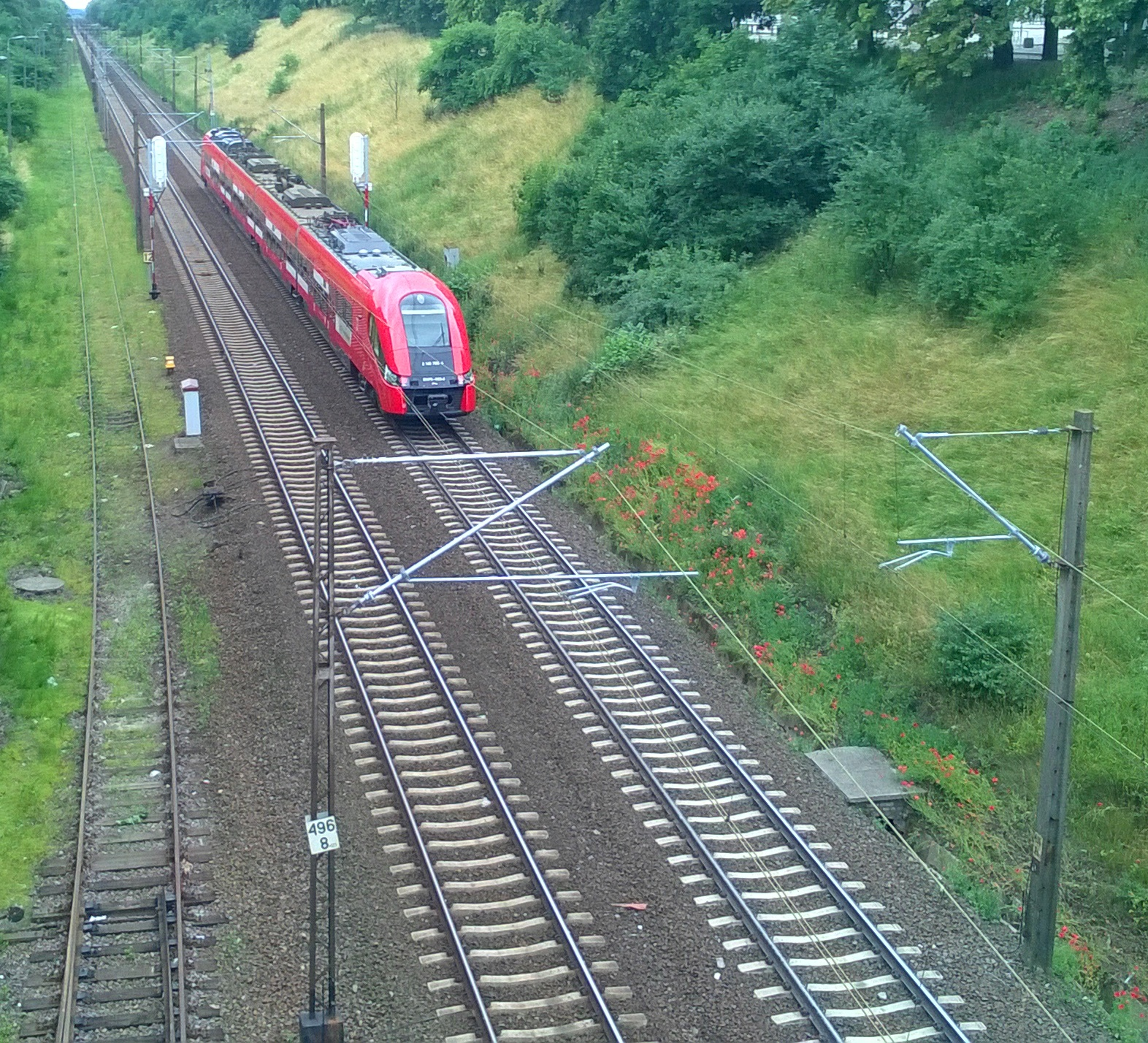
Fragment linii kolejowej nr 131 w Tczewie

Linia kolejowa nr 131 Chorzów Batory – Tczew – linia kolejowa w Polsce łącząca Górnośląski, Częstochowski Okręg Przemysłowy oraz Rybnicki Okręg Węglowy z węzłem kolejowym w Tczewie, a dalej z Portem Gdańsk i Portem Gdynia. Została zbudowana jako linia towarowa, stąd omija duże miasta (z wyjątkiem Bydgoszczy). Linia przechodzi przez teren pięciu województw oraz 18 powiatów. W dużym stopniu pokrywa się z jedną z najważniejszych inwestycji w infrastrukturę w II RP – magistralą węglową.
Linia nr 131 była budowana i otwierana fragmentami w latach 1852–1933. Prace wykończeniowe nad infrastrukturą towarzyszącą trwały do 1935. W latach 1965–1974 linia została zelektryfikowana.
Jest najdłuższą (493,472 km) linią zarządzaną przez PKP Polskie Linie Kolejowe, magistralną, prawie w całości dwutorową, normalnotorową, zelektryfikowaną o znaczeniu państwowym i europejskim jako część linii C-E 65.

## Przebieg

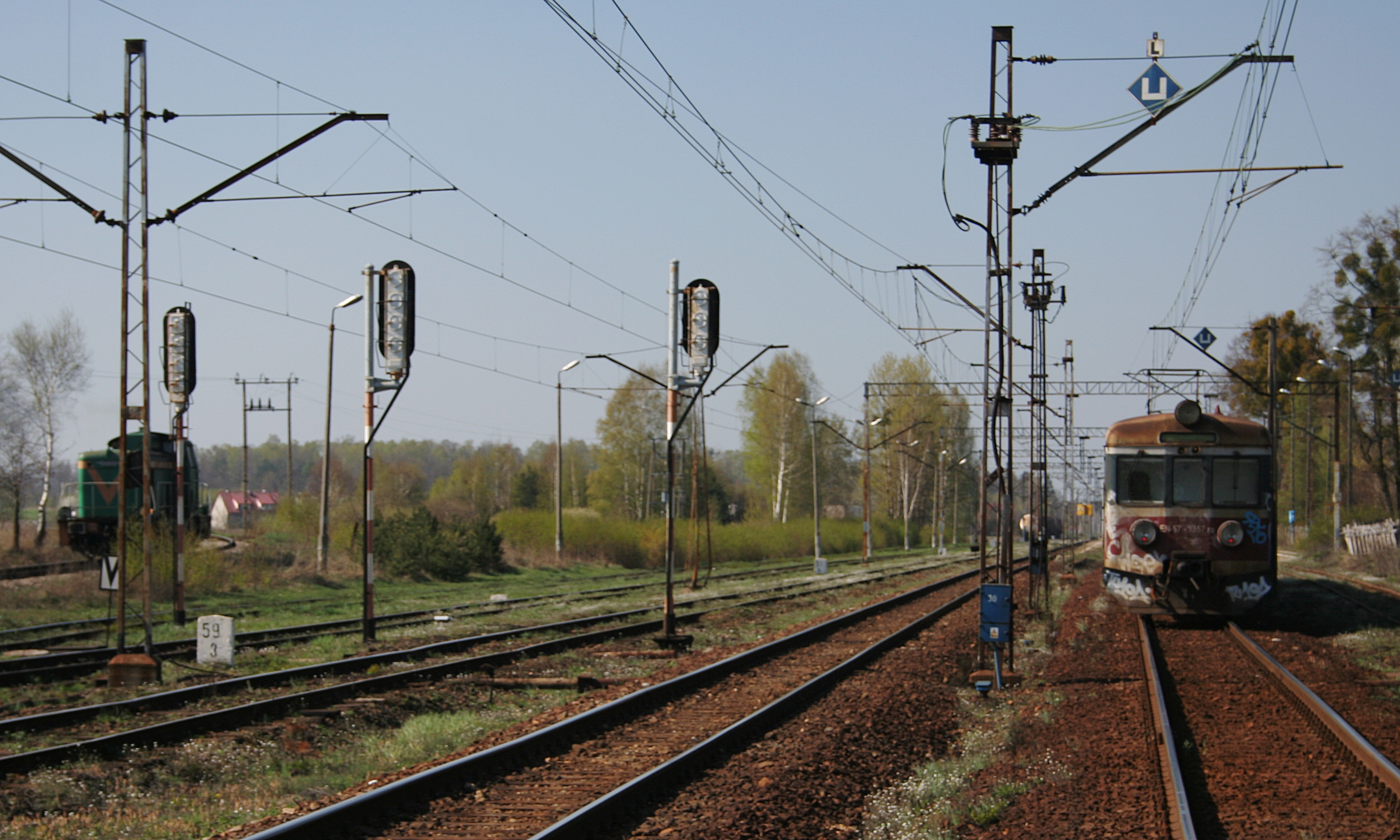
Kilometr 59,3 linii kolejowej nr 131 w Boronowie

Linia nr 131 rozpoczyna bieg w Chorzowie Batorym, gdzie przechodzi wiaduktem pod linii nr 137, skręcając na północny wschód i przechodząc pod wiaduktem drogowej trasy średnicowej. Od 1978 roku początek linii znajduje od strony zachodniej stacji, gdyż w 1974 roku, po budowie DTŚ, konieczne było jej przełożenie na nowo wybudowany odcinek ze względu na kolizyjny przebieg z Trasą Średnicową. Stary odcinek linii zaczynał się mniej więcej na wysokości peronów stacji Chorzów Batory, ostrym łukiem przechodząc w prosty odcinek linii w kierunku stacji Chorzów Miasto. Po minięciu rozgałęzienia starego i obecnego odcinka linia najpierw skręca na wschód, a później na północ i północny zachód. Po przejściu przez stacje Bytom i Bytom Karb linia biegnie na północ, odchylając się na wschód do Radzionkowa i na zachód do Tarnowskich Gór. Na wysokości Miasteczka Śląskiego linia przyjmuje ostatecznie kierunek północny. Po minięciu Kalet szlak odchyla się lekko na wschód, a przed Boronowem skręca na północny zachód. Po minięciu węzła w Herbach linia ponownie skręca na północny wschód. Po minięciu Wręczycy Wielkiej linia przyjmuje kierunek coraz bardziej zbliżony do północnego. Na wysokości Więcek linia skręca na północny zachód. W Trębaczewie skręca na północny wschód. Na wysokości Huty linia ponownie biegnie na północ, jednakże pomiędzy punktami Chociwiem Łaskim a Siedlcami Łaskimi linia 131 biegnie na północny wschód. Przed Zduńską Wolą szlak skręca na północny zachód. Po pokonaniu węzła linia biegnie na północ, odchylając się na zachód, wschód i ponownie na zachód. Po minięciu stacji Kłudna linia skręca na północny zachód, przyjmując coraz bardziej zachodni kierunek. Po dotarciu do Inowrocławia linia gwałtownie skręca na północny wschód po czym odbija na północny zachód. Pociągi towarowe oraz niektóre pociągi pasażerskie marki TLK spółki PKP Intercity poruszają się linią 741 Mimowola – Jaksice, która omija Inowrocław po zachodniej stronie. Po dotarciu do Trzcińca linia skręca na północ i wchodzi do Bydgoskiego Węzła Kolejowego. Na wysokości Czyżkówka szlak skręca na wschód, a po minięciu Bydgoszczy Głównej odbija na północ. Za Rynkowem linia skręca na północny wschód, odbijając nieco w prawo oraz w lewo. Pomiędzy Warlubiem a Smętowem linia skręca na północ. Przed Pelplinem szlak skręca na północny wschód i tak dociera do stacji Tczew Południe. Tuż przed stacją Tczew linia skręca na północny zachód.
Linia 131 przebiega przez powiaty: Chorzów, Bytom, tarnogórski, lubliniecki, kłobucki, pajęczański, bełchatowski, łaski, zduńskowolski, poddębicki, kolski, koniński, radziejowski, inowrocławski, bydgoski, Bydgoszcz, świecki, starogardzki, tczewski.
Linia podzielona jest na 21 odcinków:
- A: Chorzów Batory – Chorzów Stary (od 5,440 do 12,210)
- B: Chorzów Stary – Bytom Karb (od 12,210 do 20,056)
- C: Bytom Karb – Nakło Śląskie (od 20,056 do 30,143)
- D: Nakło Śląskie – Tarnowskie Góry (od 30,143 do 33,882)
- E: Tarnowskie Góry – Tarnowskie Góry TGE (od 33,882 do 39,900)
- F: Tarnowskie Góry TGE – Kalety (od 39,900 do 47,966)
- G: Kalety – Kalina (od 47,966 do 67,099)
- H: Kalina – Chorzew Siemkowice (od 67,099 do 124,172)
- J: Chorzew Siemkowice – Zduńska Wola Karsznice (od 124,172 do 168,803)
- K: Zduńska Wola Karsznice – Dionizów (od 168,803 do 173,653)
- L: Dionizów – Ponętów (od 173,653 do 240,456)
- M: Ponętów – Inowrocław Rąbinek (od 240,456 do 317,048)
- N: Inowrocław Rąbinek – Mimowola (od 317,048 do 321,040)
- O: Mimowola – Inowrocław (od 321,040 do 324,936)
- P: Inowrocław – Jaksice (od 324,936 do 331,651)
- R: Jaksice – Nowa Wieś Wielka (od 331,651 do 346,082)
- S: Nowa Wieś Wielka – Bydgoszcz Główna (od 346,082 do 370,310)
- T: Bydgoszcz Główna – Maksymilianowo (od 370,310 do 379,848)
- U: Maksymilianowo – Laskowice Pomorskie (od 379,848 do 422,552)
- W: Laskowice Pomorskie – Górki (od 422,552 do 494,077)
- Z: Górki – Tczew (od 494,077 do 498,912)

## Historia

### Przed budową Magistrali Węglowej

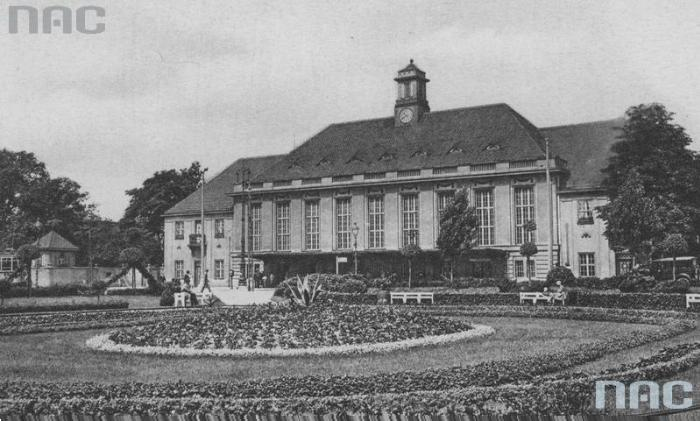
Stary dworzec Bydgoszcz Główna istniejący w latach 1915–1968

Linia kolejowa nr 131 jest główną częścią międzywojennej Magistrali Węglowej, która łączyła Górny Śląsk z Portem w Gdyni omijając terytorium Wolnego Miasta Gdańska. W stosunku do Magistrali Węglowej został zmieniony odcinek na północ od Nowej Wsi Wielkiej. Magistrala Węglowa biegła od tej stacji po linii nr 201. Przeznaczenie linii spowodowało między innymi ominięcie w odległości kilkudziesięciu kilometrów Łodzi. Jedynym dużym miastem przez jakie przechodziła ta linia była Bydgoszcz, jednakże i w tym przypadku magistrala biegnie przez położoną peryferyjnie wschodnią część miasta.
Pierwszym odcinkiem przyszłej linii kolejowej nr 131 była linia łącząca Bydgoszcz Główną z Tczewem (i dalej Gdańskiem), która została otwarta 5 sierpnia 1852. W kolejnych latach powstawały odcinki na Górnym Śląsku: 15 września 1859 otwarto odcinek Bytom Karb – Tarnowskie Góry, a 15 sierpnia 1860 Chorzów Batory – Chorzów Miasto. 26 maja 1872 otwarto odcinek z Bydgoszczy do Inowrocławia. W następnej kolejności otwarto kolejne odcinki na Śląsku: 1 października 1890 Bytom – Bytom Karb, 1 maja 1895 Chorzów Stary – Bytom, a 1 maja 1903 Chorzów Miasto – Chorzów Stary. Na początku XX wieku przyszła linia 131 była ukończona pomiędzy Chorzowem Batorym a Kaletami oraz pomiędzy Inowrocławiem a Tczewem. W późniejszym okresie, aż do budowy Magistrali Węglowej, linia została rozbudowana do dwutorowej na obu odcinkach.

### Budowa

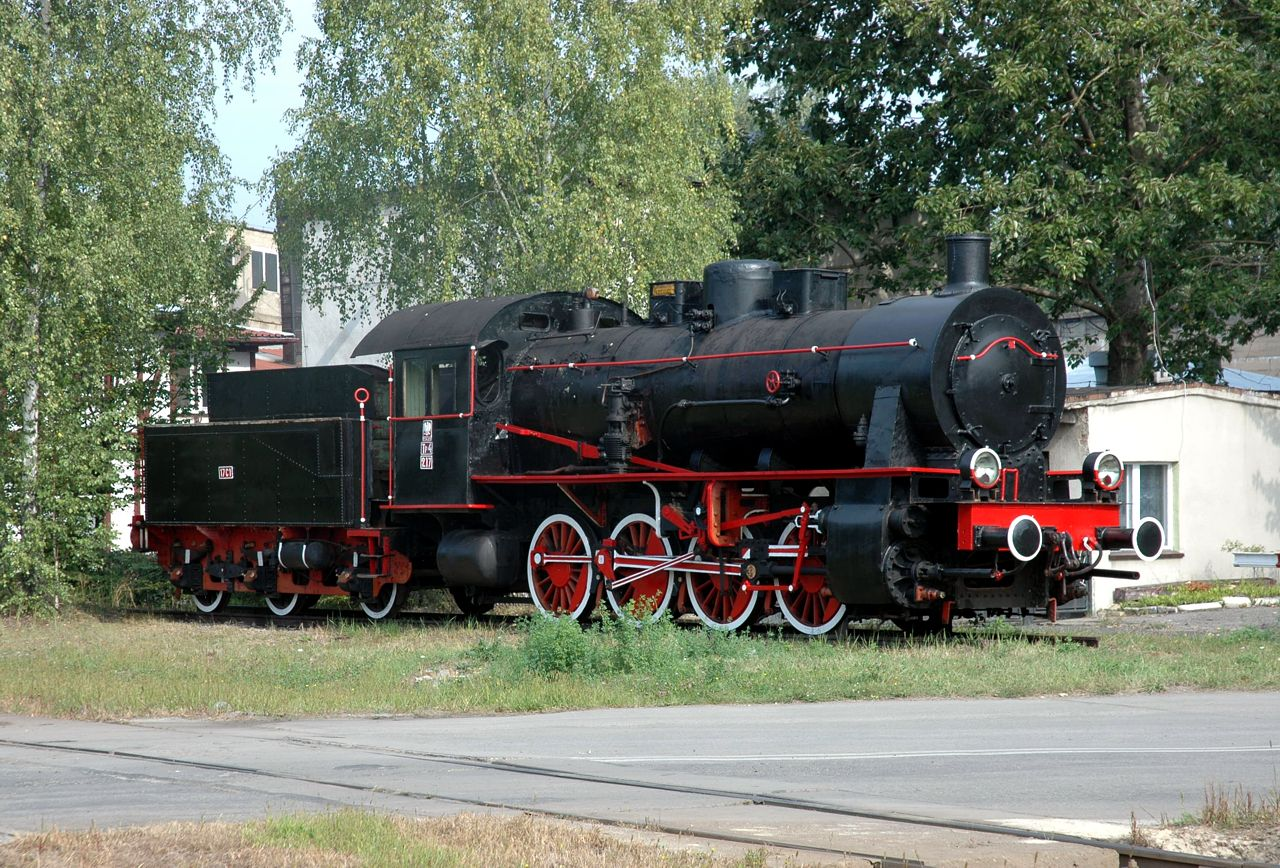
Tp4 jedna z pierwszych serii lokomotyw na Magistrali Węglowej

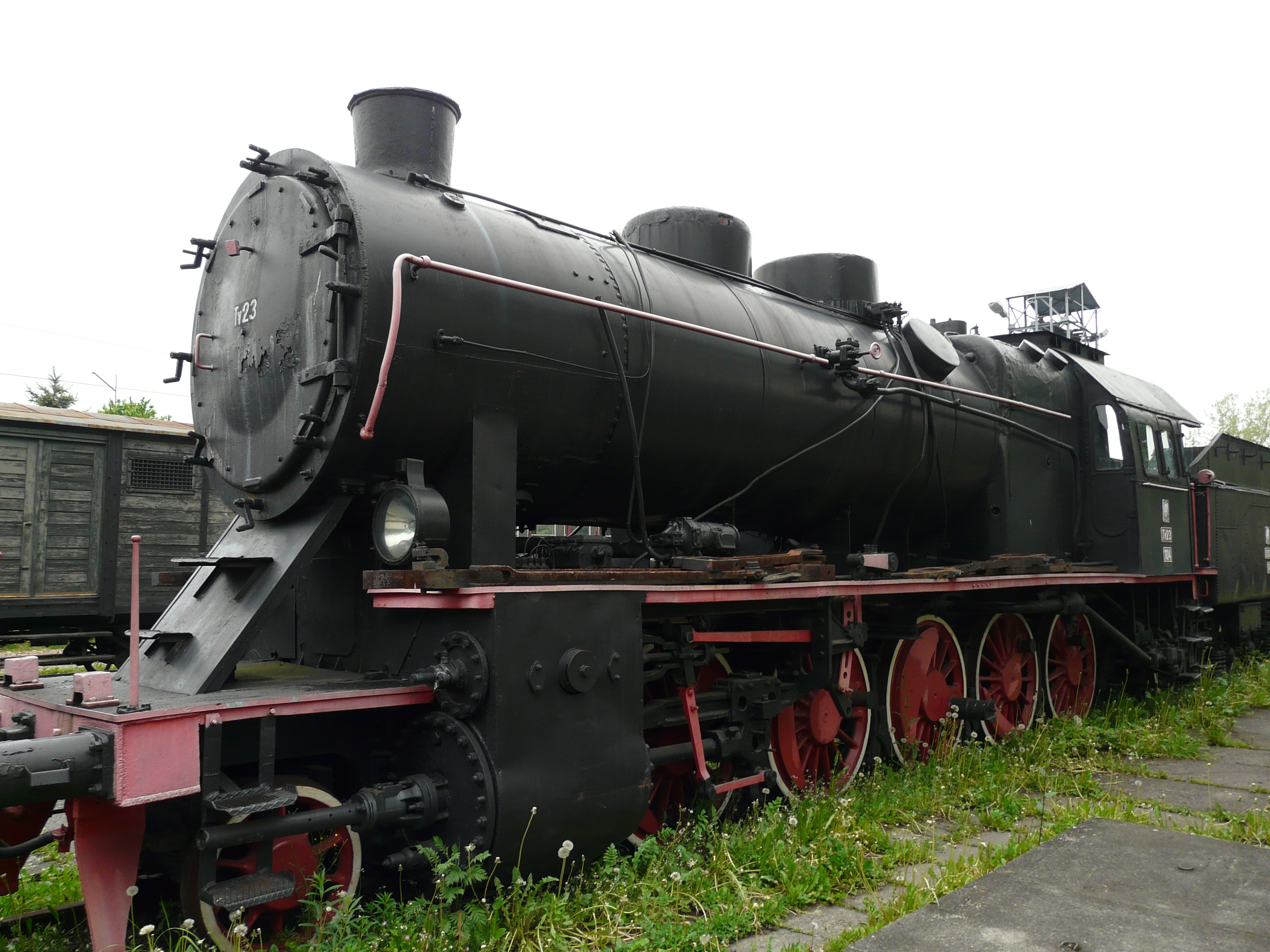
Ty23 jedna z pierwszych serii lokomotyw na Magistrali Węglowej

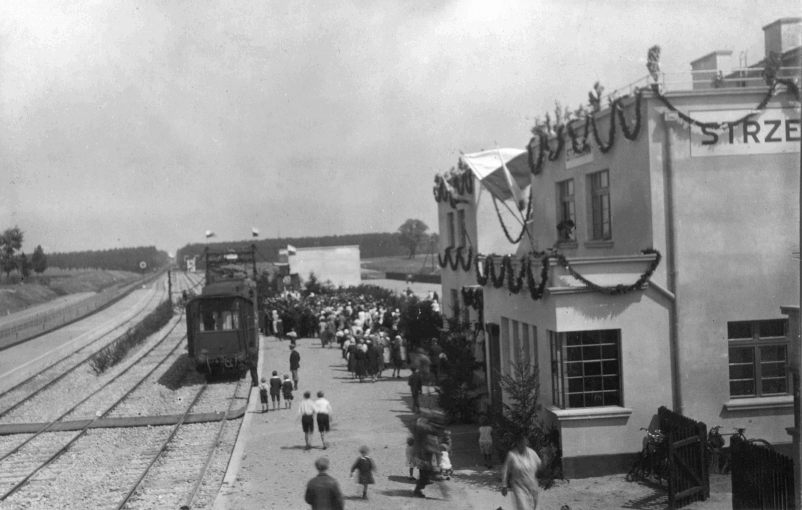
Otwarcie dworca w Strzebiniu

4 lipca 1924 została podpisana przez Władysława Grabskiego umowa z Konsorcjum Francusko-Polskim (odcinek północy miał być budowany przez Państwo). Impulsem do budowy magistrali ułatwiającej eksport drogą morską była wojna celna między Polską a Niemcami. Polska posiadała wówczas dużą nadprodukcję węgla w stosunku do własnych potrzeb oraz brak możliwości wyeksportowania go do państw sąsiadujących innych niż Niemcy. Kolejnym powodem, dla którego ta magistrala była istotna, to możliwości tranzytu szczególnie z Czechosłowacji, która nie miała dostępu do żadnego morza, ale również Rumunii i Bułgarii dla których dostęp do Bałtyku był lepszy niż w kierowanie eksportu przez Morze Czarne lub Jugosławię. Kolejnym impulsem do przyspieszenia budowy były ustalone przez rząd preferencyjne ceny transportu kolejowego. Ceny te były niższe niż koszt transportu przez Warszawę (ze względu na odległość przewozu).
W 1924 zostały rozpoczęte prace ziemne na Magistrali Węglowej pomiędzy Kaletami a Inowrocławiem. W 1925 został przebudowany układ torów w Tarnowskich Górach, gdzie miały być formowane składy liczące 150 osi.
6 listopada 1926 otwarto pierwszy odcinek Magistrali Węglowej łączący Kalety z Podzamczem (linia 131 na odcinku Kalety – Nowe Herby). Linia została zbudowana jako jednotorowa, jednakże wszystkie wykopy oraz przyczółki większych mostów zostały wykonane od razu pod dwa tory. Odcinek ten skrócił drogę poprzez przekierowanie ładunków na Częstochowę. Początkowo linia ta była używana tylko w ruchu towarowym; pociągi pasażerskie pojawiły się na niej dopiero 1 kwietnia 1927. Strajk górników w Wielkiej Brytanii spowodował zwiększenie produkcji, a przez to potrzeb transportowych węgla w Polsce. Zmodernizowano więc stację w Tczewie, by mogła przyjąć jeszcze więcej wagonów. Z powodu dobrej koniunktury i potrzeb transportowych został zbudowany odcinek łączący Herby z Inowrocławiem o długości 255 km. Oprócz niego była budowana linia Bydgoszcz – Gdynia przez Kościerzynę oraz obejście Bydgoszczy Głównej (linia nr 201). Decyzja o budowie odcinka z Herb do Inowrocławia została oficjalnie przyjęta 7 lutego 1928 rozporządzeniem Prezydenta RP Ignacego Mościckiego, mimo że znaczna część prac ziemnych była już ukończona.
Kryzys gospodarczy spowodował, że państwo nie dysponowało wystarczającymi środkami, by dokończyć inwestycję, a dodatkowo trzeba było wygospodarować środki na remont linii już istniejących. Aby ratować inwestycję zastanawiano się między innymi nad sprzedażą akcji Banku Polskiego, co spotkało się ze sprzeciwem rządu. W 1930 znacznie spadły dochody PKP, stąd latem rząd, działając pod presją, rozpoczął negocjacje z inwestorami z Francji, którzy w związku wieloletnimi kontaktami politycznymi pomiędzy Francją a Polską zdecydowali się na dokończenie linii z własnych środków w zamian za koncesję na przewozy tą linią. Dodatkowo wśród założycieli Francusko-Polskiego Towarzystwa Kolejowego znajdował się koncern „Schneider et Co”, który wchodził w skład konsorcjum budującego port w Gdyni i mającego swoje udziały w kopalniach i hutach na Górnym Śląsku. Francusko-Polskie Towarzystwo Kolejowe miało 8 mln franków francuskiego i 7 mln franków polskiego kapitału. Dodatkowo wyemitowano obligacje w celu pokrycia pozostałych kosztów budowy.
8 listopada 1930 otwarto odcinek z Herb Nowych do Zduńskiej Woli Karsznic. Linia ta dochodziła do linii łączącej Łódź z Kaliszem i umożliwiała kolejne skrócenie drogi z Górnego Śląska do Portu. W perspektywie jednak linia ta miała stanowić drogę zaopatrzenia aglomeracji łódzkiej w węgiel. Ze względu na znaczną odległość pomiędzy Tarnowskimi Górami a Bydgoszczą w latach 1930–1931 powstała nieplanowana wcześniej lokomotywownia. Otwarcie tego odcinka skróciło podróż składów o 60 godzin.
31 grudnia 1932 Magistrala Węglowa na całym odcinku do Chorzowa do Gdyni miała być przejezdna. W wyniku przerwania robót, spowodowanego brakiem funduszy, zakończenie budowy odcinka ze Zduńskiej Woli do Inowrocławia nastąpiło dopiero 1 marca 1933. Otwarcie ostatniego odcinka miało huczne obchody podkreślające współpracę polsko-francuską. Uroczystość rozpoczęła się w Karsznicach, a następnie delegaci pojechali pociągiem do Bydgoszczy na ich drugą część. Prace wykończeniowe oraz budowa infrastruktury towarzyszącej trwały jeszcze kilka lat po uzyskaniu przejezdności.

### II wojna światowa

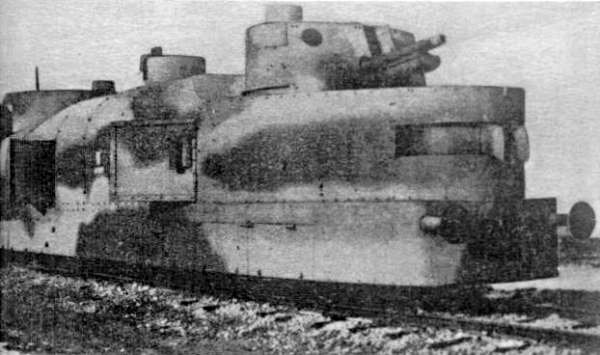
Wagon artyleryjski pociągu Śmiały

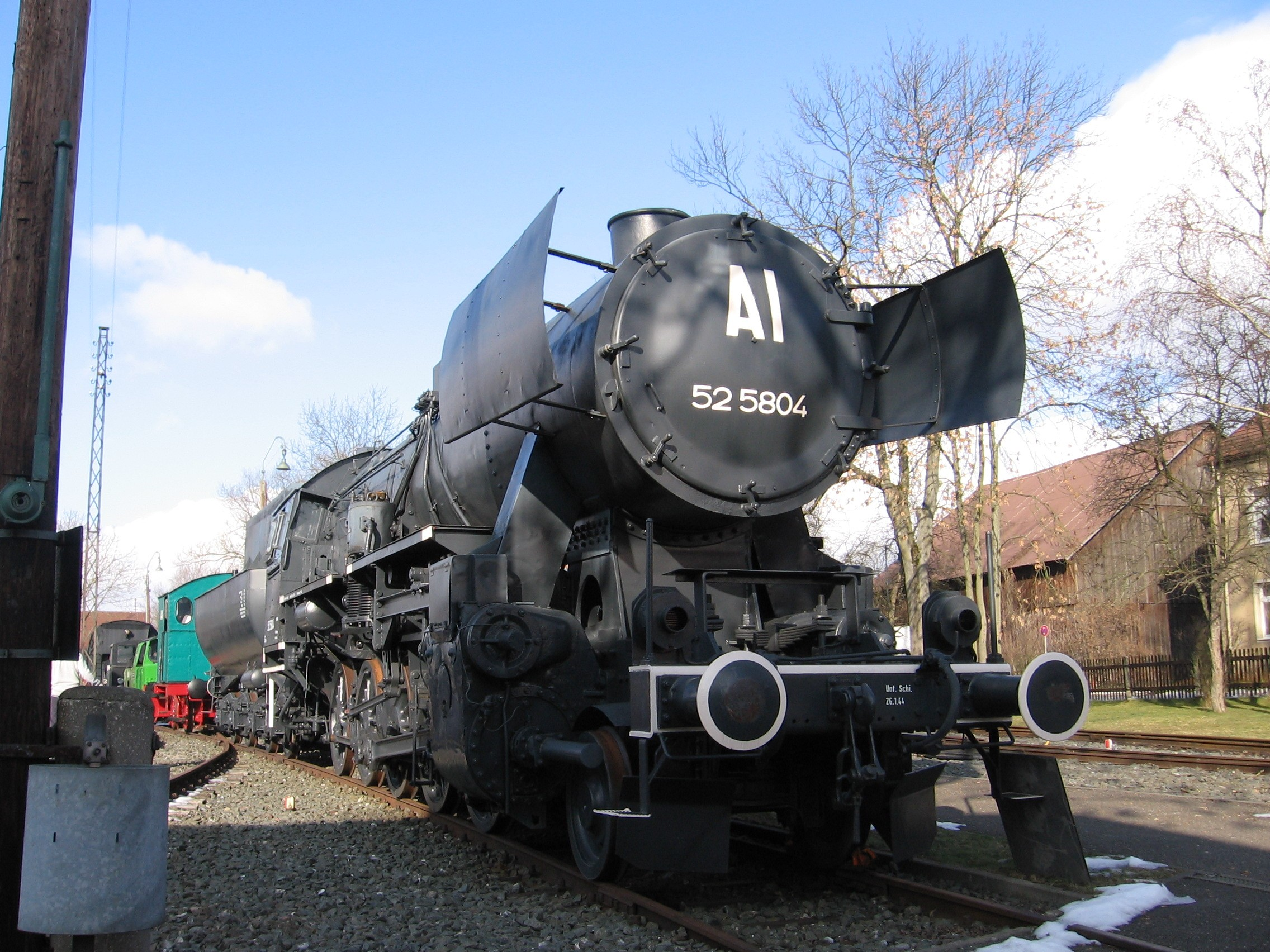
BR52 w malowaniu wojennym

25 sierpnia 1939 kolej została zmilitaryzowana, a już 28 sierpnia zaczął kursować pociąg pancerny „Śmiały”. W nocy z 31 sierpnia na 1 września wszedł w życie wojenny rozkład jazdy. 1 września 1939 pociąg pancerny Śmiały uczestniczył w bitwie pod Mokrą, która odbyła się na i w okolicy magistrali. Kampania wrześniowa spowodowała zniszczenie głównych węzłów kolejowych. Wraz z wkroczeniem Wehrmachtu Niemcy zajęli wszystkie obiekty kolejowe oraz tabor, a linia została odbudowana i administracyjnie podzielona na trzy części: Reichsbahndirektion Danzig (odcinek na północ od Nowej Wsi Wielkiej), Reichsbahndirektion Posen (od Nowej Wsi Wielkiej do Działoszyna) oraz Reichsbahndirektion Oppeln (odcinek na południe od Działoszyna). Linia kolejowa nr 131 ze względu na strategiczne znaczenie była celem bombardowań Luftwaffe podczas kampanii wrześniowej.
Pomimo południkowego przebiegu linia stała się istotna dla gospodarki Rzeszy, gdyż umożliwiała transport węgla do portów w Gdańsku i Gdyni (a dalej do Szwecji) oraz transportu rud żelaza w przeciwną stronę. Z tego względu 19 grudnia 1940 postanowiono zmodernizować linię poprzez dobudowanie brakujących drugich torów, co umożliwiło zwiększenie przepustowości do 60 par pociągów na dobę. Pierwsze prace modernizacyjne ruszyły 1 czerwca 1941. Kolejnymi elementami modernizacji było zbudowanie obwodnicy Inowrocławia, budowa brakujących łącznic, budowa górek rozrządowych w Inowrocławiu, Karsznicach i Maksymilianowie oraz budowa trzeciego toru na szlaku Tarnowskie Góry – Kalety. Szczególnie ważny dla okupanta stał się węzeł Zduńska Wola Karsznice, gdyż krzyżowały się tam pociągi w kierunkach równoleżnikowych i południkowych. Niemieckie Koleje przydzieliły do obsługi tej linii najsilniejsze i najnowocześniejsze parowozy zarówno niemieckie jak i zdobyczne, w tym francuskie.
W styczniu 1945 linia kolejowa została przejęta przez administrację polską.

### Odbudowa powojenna

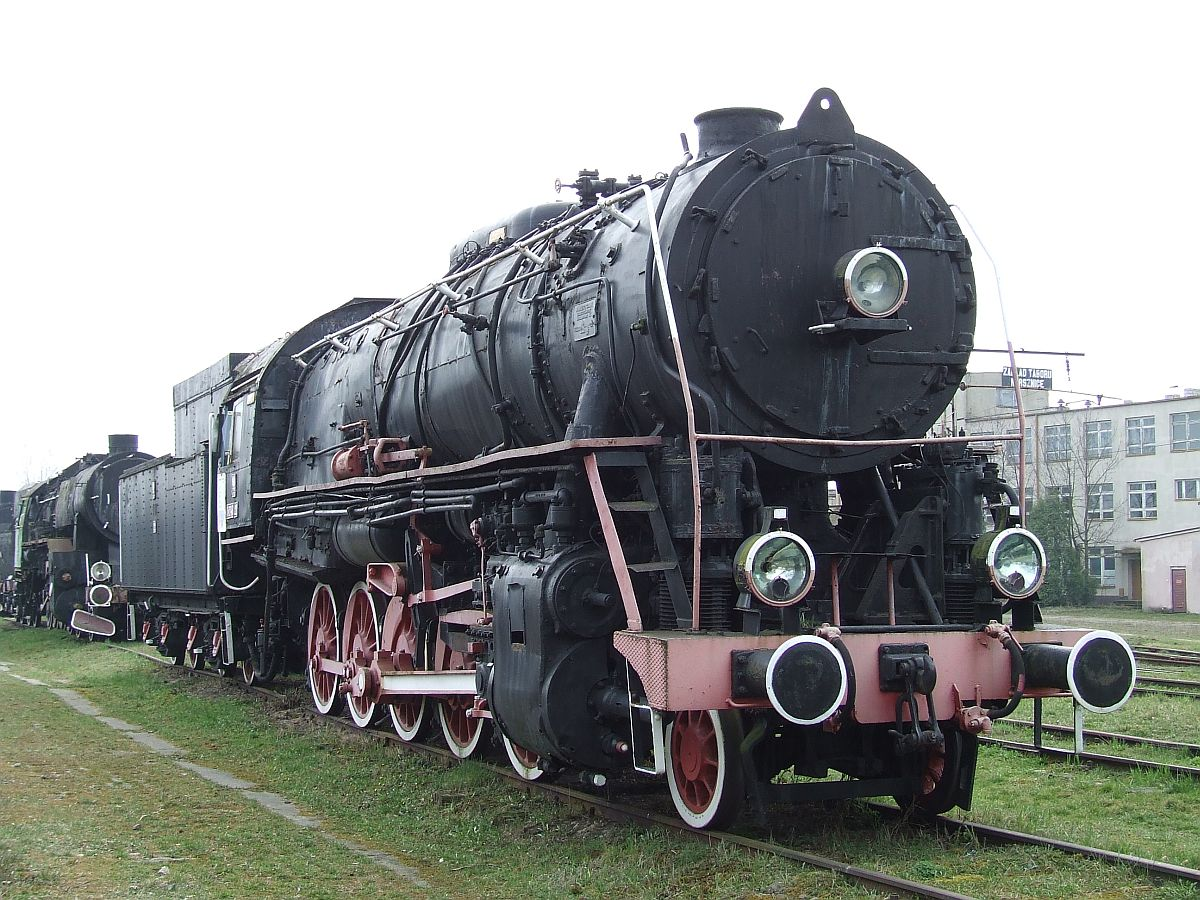
Lokomotywa Ty246, która prowadziła ciężkie składy towarowe przed elektryfikacją

Niezwłocznie po przejęciu linii następowała jej prowizoryczna odbudowa, którą ukończono w listopadzie 1947. Centralny Plan Odbudowy został ogłoszony 2 lipca 1947 i zakładał odbudowę i demilitaryzację kolei do 1 lipca 1949. Problemem okazała się jednak umowa koncesyjna, która dawała Francusko-Polskiemu Towarzystwu Kolejowemu koncesję do 1975. Władze komunistyczne chcąc wykazać prawną ciągłość państwa zmuszone były respektować te umowy, z drugiej strony komunistom nie na rękę była kontrola bardzo ważnej linii kolejowej przez prywatny i do tego zachodni kapitał. Władze PKP robiły wszystko, by zniechęcić Francuzów do roszczeń, dodatkowo starały się jak najszybciej wypowiedzieć umowę nie naruszając przy tym jej warunków. Ostatecznie umowę udało się wypowiedzieć dopiero 10 maja 1947. 1 lipca 1949 odwołano militaryzację kolei, przez co przywrócono, w miarę możliwości, normalną pracę kolei. W tym samym czasie przywrócono przejezdność linii.

### Elektryfikacja

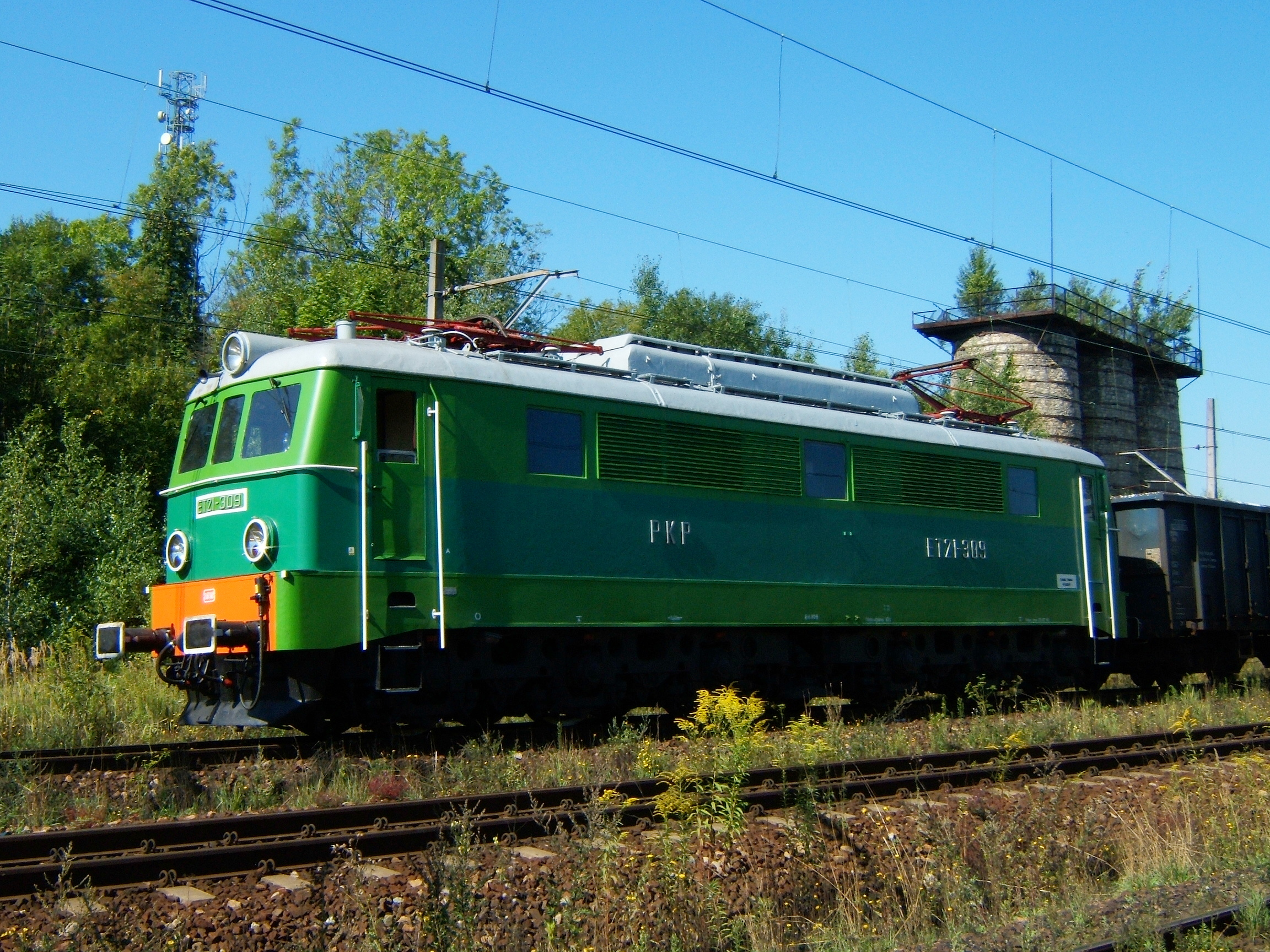
ET21 (pierwszy typ lokomotyw elektrycznych używanych masowo na linii 131) w okolicy Nakła Śląskiego

Pierwsze plany elektryfikacji linii 131 pojawiały się w 1948, jednakże przeszkodą była słaba powojenna gospodarka oraz brak technologii. Z tego powodu początkowo zdecydowano się elektryfikować tylko ruch podmiejski w aglomeracjach warszawskiej i gdańskiej. Propozycja elektryfikacji tej magistrali była korzystna, gdyż linia ta obsługiwała pociągi na całym ich przebiegu z kopalń do portów. Dodatkowo były to niemalże jednorodne przejazdy wahadłowe. Z drugiej strony większe korzyści byłyby z wcześniejszej elektryfikacji linii łączącej Śląsk z Warszawą ze względu na przewozy pasażerskie. Oba projekty zostały przedstawione w 1948 w Ministerstwie Komunikacji. Ostatecznie zdecydowano się na tę drugą opcję.
W latach 50. XX wieku linia ze względu na charakter przewozów była miejscem intensywnej rywalizacji we „współzawodnictwie pracy”. Dzięki dobremu zaplanowaniu remontów i przebiegów oraz „przewozowemu listowi gwarancyjnemu” udało się znacznie przekroczyć normy oraz skrócić czas przejazdu. Szczególne osiągnięcia miała lokomotywownia w Karsznicach.
Kolejna próba przeforsowania elektryfikacji odbyła się w kwietniu 1959. Wówczas to PKP próbowało przekonać Ministerstwo Komunikacji do elektryfikacji próbnej prądem przemiennym 25 kV 50 Hz. Rozmowy zakończyły się odmową. Przyczyną, oprócz braku unifikacji taboru elektrycznego, był jeszcze spadek przewozów na tej linii. Mimo tego w 1957 rozpoczęto prace przygotowawcze do elektryfikacji.
Elektryfikację rozpoczęto oficjalnie uchwałą Rady Ministrów z 21 lutego 1963. Pierwszym ukończonym odcinkiem był Tarnowskie Góry – Zduńska Wola Karsznice, którego elektryfikacja zakończyła się 28 listopada 1965. Drugi odcinek ze Zduńskiej Woli do Maksymilianowa został podzielony na etapy: Zduńska Wola Karsznice – Lipie Góry, Lipie Góry – Inowrocław, Inowrocław – Maksymilianowo wraz z elektryfikacją Bydgoskiego Węzła Kolejowego oraz Maksymilianowo – Tczew (i dalej do Gdyni linią nr 9). Etapy te zostały ukończone odpowiednio 30 maja 1966, 30 grudnia 1966, 9 września 1967 oraz 23 grudnia 1968. Elektryfikacja spowodowała, że linia 131 przejęła 70% przewozów towarowych DOKP Gdańsk. Obniżenie kosztów przejazdu spowodowało zwrot inwestycji po 5 latach. Wprowadzenie trakcji elektrycznej spowodowało również zmiany w warsztatach lokomotywowni oraz utworzenie punktu kontroli lokomotyw elektrycznych w Karsznicach.
W latach 60. przebudowano dworzec w Inowrocławiu.
Ze względu na charakterystykę przewozów (ciężkie pociągi towarowe) na linii w pierwszej kolejności zostały zbudowane urządzenia SHP. Problemy w dostawach lokomotyw elektrycznych o odpowiedniej mocy spowodowały, że w ruchu nadal były używane parowozy, a później lokomotywy spalinowe.
21 lutego 1962 pomiędzy stacjami Lipie Góry i Babiak doszło do eksplozji kotła w pociągu towarowym prowadzonym lokomotywą Ty246-17. W wyniku wypadku zginęła załoga parowozu oraz uszkodzony został zarówno skład towarowy, który się wykoleił jak i mijany pociąg pasażerski.
Zakończenie elektryfikacji magistrali nastąpiło 23 maja 1974, kiedy to zelektryfikowano ostatni odcinek z Chorzowa Batorego do Tarnowskich Gór.

### Lata 1974–1999

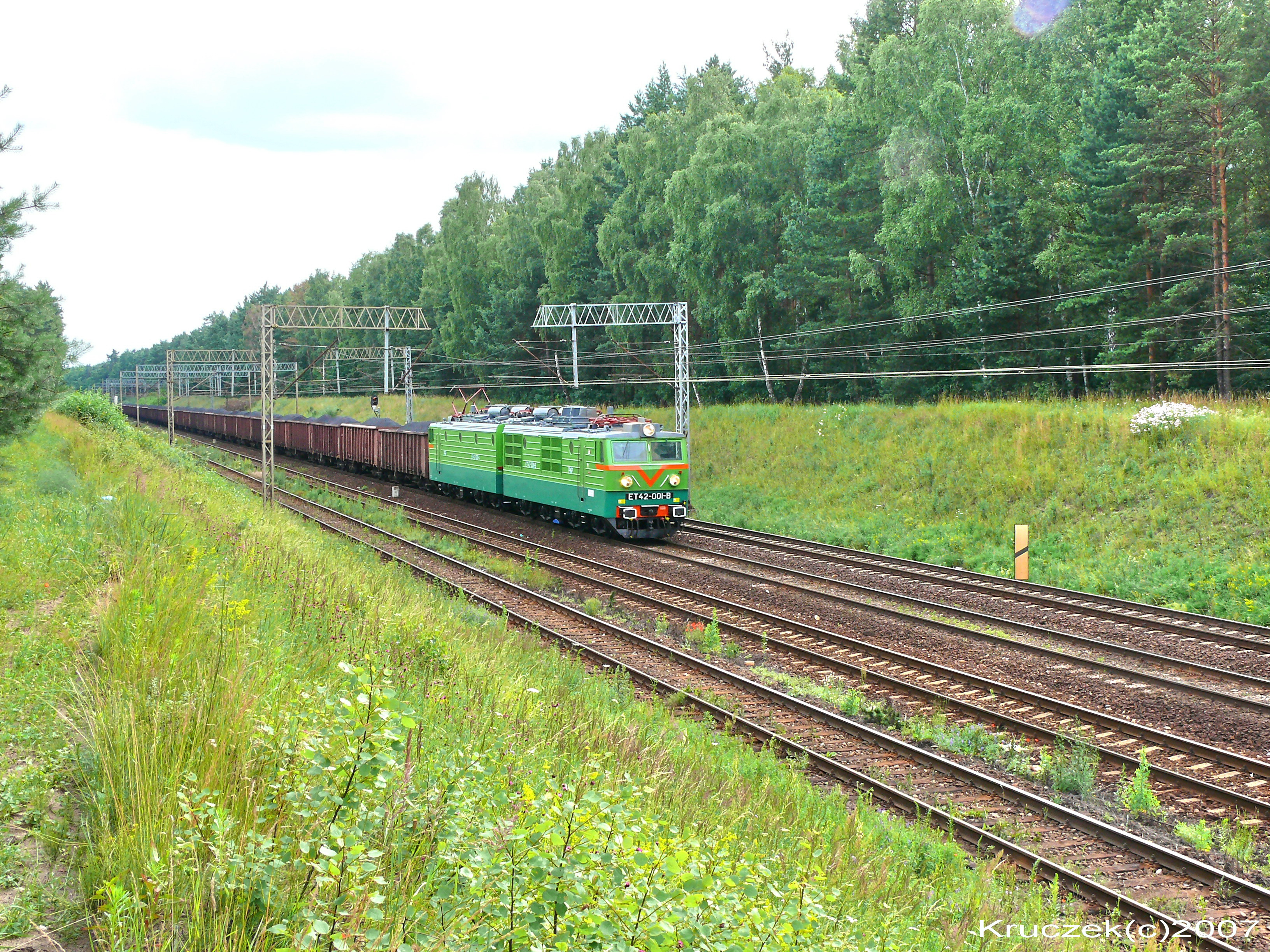
Typowy dla przełomu lat 70. i 80. pociąg towarowy obsługiwany lokomotywą ET42 w pobliżu Rynkowa

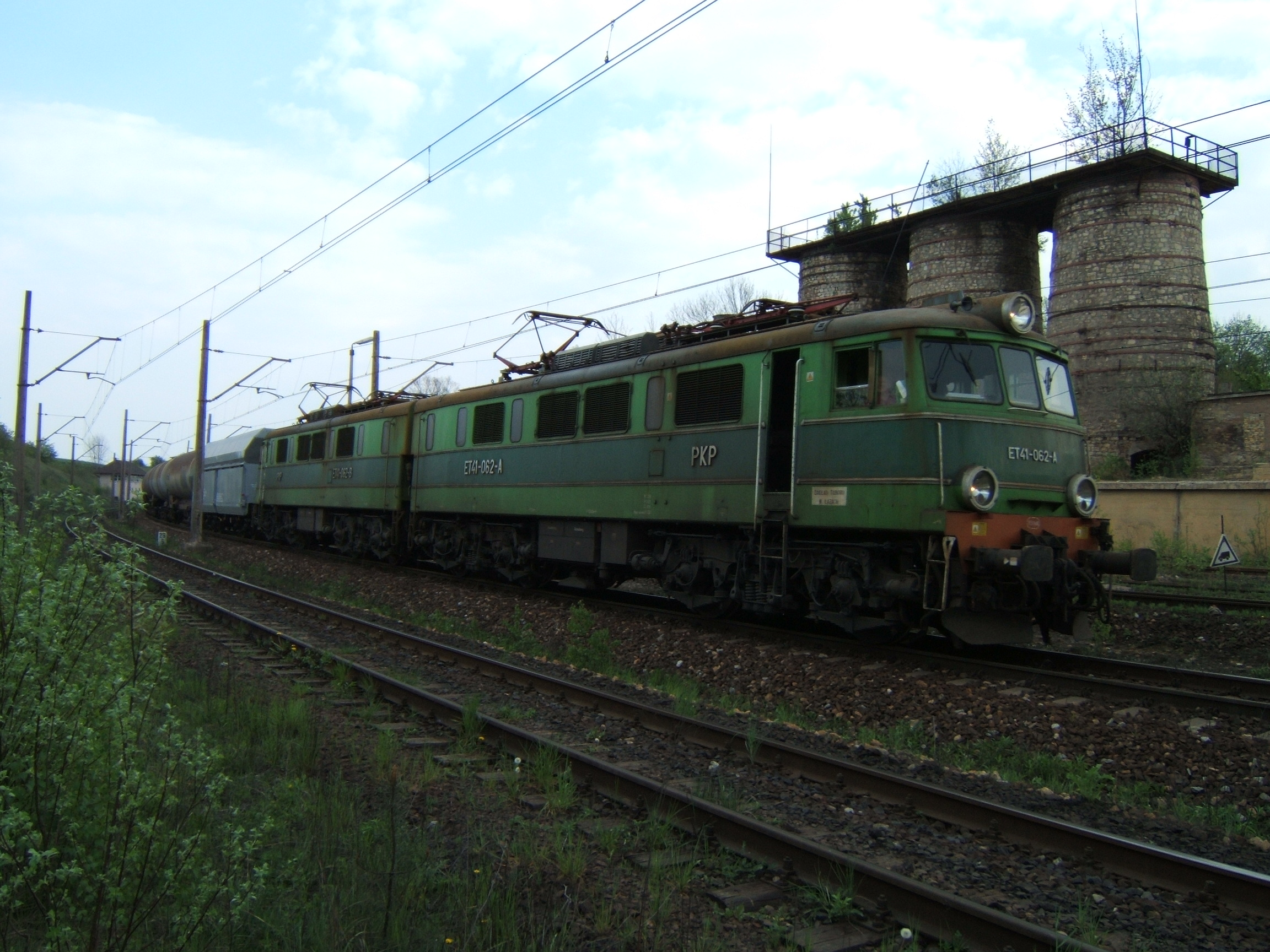
Pociąg towarowy prowadzony lokomotywą ET41 w okolicy Nakła Śląskiego

Stale wzrastające przewozy na początku lat 70. spowodowały znaczną kongestię na linii. Aby rozładować część zatorów rozważano budowę alternatywnej linii, która przy okazji mogłaby obsługiwać sąsiednie regiony albo budowę linii czterotorowej. Ze względu na zabudowania terenu wzdłuż linii wybrano wariant pierwszy i planowano wybudować linię łączącą Górny Śląsk z Portami przez Warszawę. Nowa linia mogłaby dodatkowo obsługiwać kierunek Śląsk – ZSRR oraz rafinerię w Płocku. Wariant ten był również korzystny ze względu na ruch pociągów ekspresowych pomiędzy aglomeracjami warszawską a śląską i krakowską.
Problem z kongestią rozwiązano częściowo poprzez zastosowanie nowych sześcioosiowych węglarek oraz lokomotyw dwuczłonowych. Najpierw, od wiosny 1976, były to elektrowozy ET40, od października 1977 ET41, a od kwietnia 1978 ET42 (wszystkie polskie egzemplarze ET42 były początkowo przydzielone do lokomotywowni Karsznice, część jednak zostało przeniesionych do nowo otwartej lokomotywowni w Idzikowicach). W tym czasie, na trasie Tarnowskie Góry – Trójmiasto (prawdopodobnie Port Północny w Gdańsku), ustalono rekord Polski w najcięższym składzie kolejowym wynoszący 4 180 ton brutto (3 040 t netto).
Wprowadzenie nowoczesnych lokomotyw elektrycznych i spalinowych spowodowało, że Północna DOKP oraz Śląska DOKP pod koniec lat 70. niemalże wycofały parowozy. Pod koniec 1978 na całej Północnej DOKP ilość pracy przewozowej wykonywanej lokomotywami parowymi był niemalże zerowa. Zima stulecia na początku 1979 spowodowała jednak czasowy, częściowy powrót do trakcji parowej. Najszybciej wycofano parowozy z lokomotywowni obsługujących magistralę. 19 lutego 1979 doszło do tragicznego wypadku. Do odśnieżania użyto pługa produkcji radzieckiej nie wyposażonego w sprzęgi śrubowe oraz zderzaki. Pojazd ten był spychany przez lokomotywę ST44. Podczas próby przebicia się przez zaspę doszło do zgniecenia kabiny lokomotywy, w której siedzieli Jan Mokwa i Jan Falkowski. Obaj maszyniści zginęli na miejscu.
W czerwcu 1979 rozpoczęła się modernizacja linii nr 131. Przyczyną modernizacji było wprowadzenie do obsługi ciężkich lokomotyw dwuczłonowych. W pierwszej kolejności została zmodernizowana sieć trakcyjna. W latach 1982–1983 zmodernizowano również szyny, wymieniając je przy okazji ze standardowych szyn S49 na cięższe S60.
W 1981 ze względu na zmniejszenie przewozów towarowych na węglówkę przekierowano składy dalekobieżne m.in. Zakopane – Gdynia i Gliwice – Gdynia.
W 1984 rozpoczęto przygotowania do modernizacji stacji Tarnowskie Góry, co spowodowało znaczne zmiany na linii. Została ona przeprowadzona w latach 1985–1987 i spowodowała zwiększenie wydajności tarnogórskiego węzła kolejowego. W 1989 zmodernizowano stację Kalety, natomiast modernizacja stacji Inowrocław podjęta w 1990 została przerwana.
W 1989 pojawiła się koncepcja utworzenia instytucji zajmującej się zachowaniem wycofywanego taboru oraz elementów infrastruktury kolejowej. Z inicjatywy pracowników Zakładu Taboru Kolejowego w Zduńskiej Woli-Karsznicach została założona izba pamięci w budynku dawnej olejarni i lampiarni.
W latach 90. nastąpił spadek przewozów, dzięki czemu wycofano z obsługi tej linii lokomotywy ET21, z których część zezłomowano. W 1999 wycofano z obsługi linii lokomotywy ET41, które zostały przeniesione na linie górskie.

### XXI wiek
W 2001 ze względu na brak funduszy muzeum w Zduńskiej Woli-Karsznicach zostało postawione w stan likwidacji.

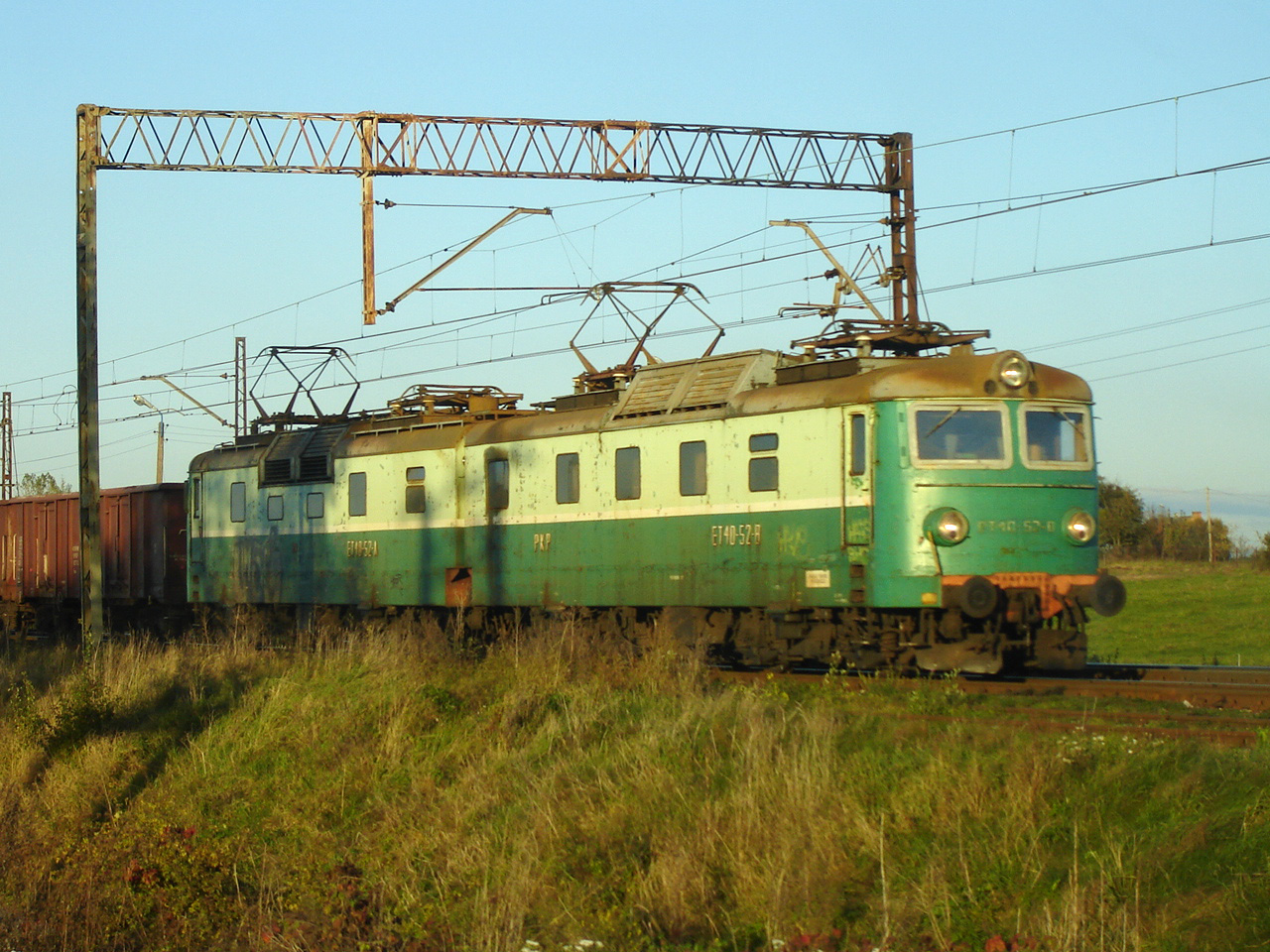
ET40 w Warlubiu

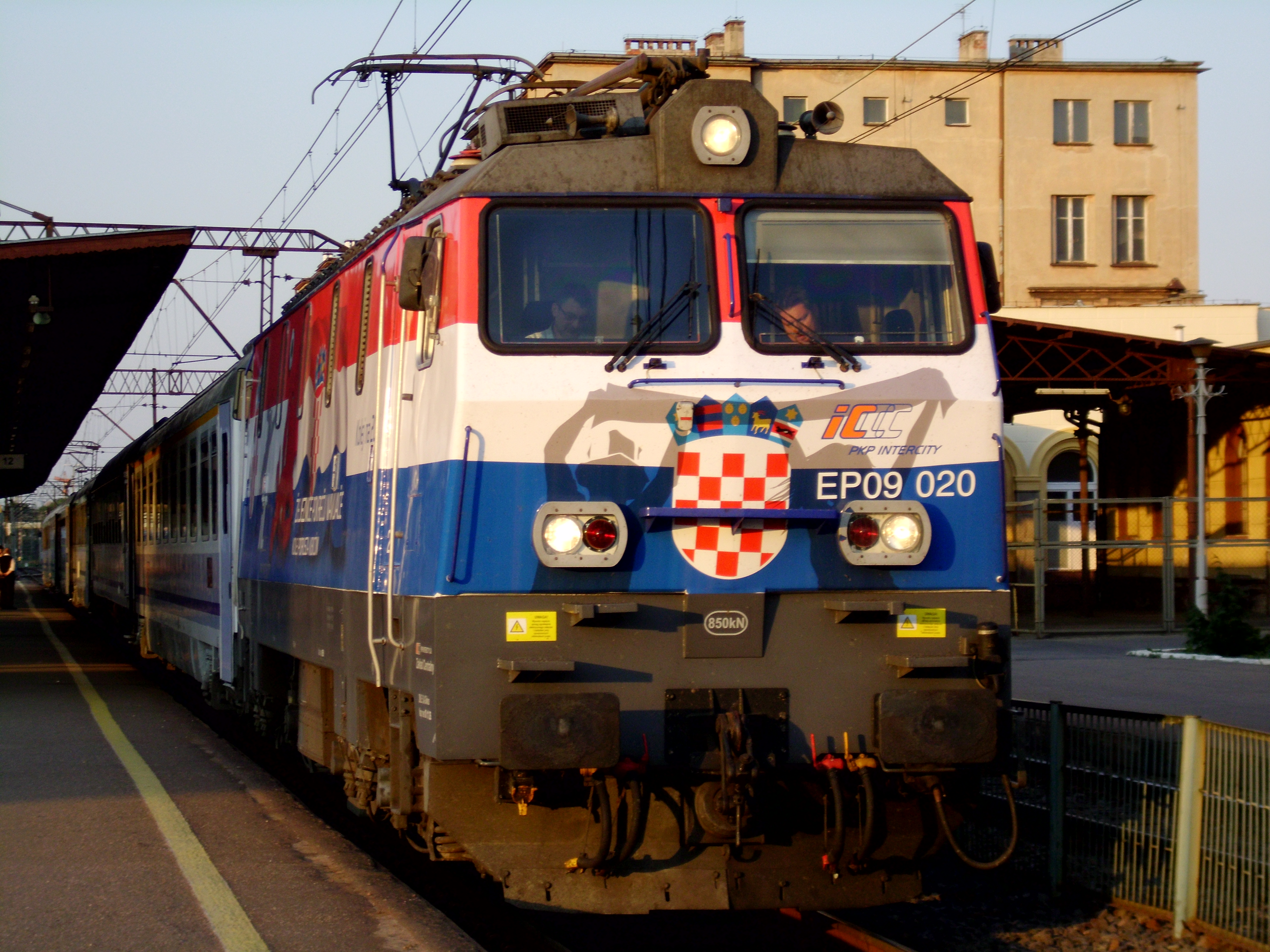
EP09 z pociągiem TLK Neptun na stacji Bydgoszcz Główna

W XXI rozpoczęło się masowe wycofywanie ruchu pociągów pasażerskich na tej linii. 9 grudnia 2006 zawieszono ruch pasażerskich pomiędzy Herbami Nowymi a Zduńską Wolą.
W grudniu 2006 Lotos Kolej zbudował w Karsznicach punkt rewidencki zlokalizowany w zamkniętym dworcu pasażerskim. 18 grudnia karsznicka lokomotywownia została skomunalizowana i przejęta przez Miasto Zduńska Wola. Na terenie lokomotywowni zaczęła operować spółka Tabor Karsznice wykonująca przeglądy kontrolne, głównie dla przewoźników niezwiązanych z grupą PKP.
W grudniu 2008 zlikwidowano bezpośrednie pociągi regionalne relacji Katowice – Inowrocław, dzieląc je na kilka krótszych relacji, a na odcinku pomiędzy Babiakiem a Ponętowem całkowicie zawieszono ruch pociągów osobowych.
Na początku lutego decyzją Urzędu Marszałkowskiego w Łodzi przywrócono ruch pasażerski pomiędzy Herbami Nowymi a Zduńską Wolą. 12 grudnia 2009 ponownie zawieszono ruch pociągów na odcinku Chorzew Siemkowice – Herby Nowe.
Wiosną 2009 spadek przewozów był tak znaczny, że odstawione zostały lokomotywy ET42. W 2011 lokomotywy powróciły do służby, jednak zostały przeniesione na inne linie.
27 kwietnia 2010 na linię powróciły składy mające 4 000 ton brutto. Do obsługi ich wykorzystano lokomotywę ET41.
18 maja 2010 powódź uszkodziła tor nr 2 pomiędzy Chorzowem Miasto a Chorzowem Starym.
W czerwcu 2011 ze względu na remont linii nr 9 doszło do zmiany organizacji ruchu pomiędzy Bydgoszczą a Trójmiastem. Na linię 131 zostały przetrasowane pociągi dalekobieżne z Warszawy do Gdyni. Spowodowało to przesunięcie pociągów towarowych jadących do Gdyni na linię nr 201.
6 czerwca 2012 na linii 131 pomiędzy Inowrocławiem a Tczewem zaczął kursować pociąg EuroCity Berlin – Gdynia Ekspres.
W 3. kwartale 2012 została zezłomowana i fizycznie skasowana część lokomotyw serii ET40. Elektrowozy te przez cały, z nielicznymi wyjątkami, okres eksploatacji były przypisane do obsługi ciężkich składów na linii 131.
9 grudnia 2012 roku na odcinku Chorzów Batory – Herby Nowe ruch został przejęty od Przewozów Regionalnych przez Koleje Śląskie; tego samego dnia Koleje Śląskie reaktywowały ruch na odcinku Herby Nowe – Kłobuck. Również tego samego dnia zawieszono ruch pociągów na odcinku Chorzew Siemkowice – Zduńska Wola (pociągi relacji Częstochowa – Zduńska Wola).
Na początku 2013 w związku z większym zapotrzebowaniem na ciężkie lokomotywy do obsługi pociągów na linię 131 wróciły lokomotywy ET42.
1 czerwca 2013 zawieszono kursowanie pociągów osobowych na odcinku Herby Nowe – Kłobuck.
W 2013 roku przeprowadzono remont linii na odcinku Bytom Północny – Tarnowskie Góry oraz Kalety – Strzebiń, a w roku 2014 na odcinku Tarnowskie Góry – Miasteczko Śląskie.
W grudniu 2020 PKP Polskie Linie Kolejowe podpisały umowę na opracowanie dokumentacji oraz przebudowę linii kolejowej nr 131 na odcinku Chorzów Batory – Nakło Śląskie. W marcu 2022 rozpoczęły się właściwie prace budowlane, co poskutkowało zamknięciem linii na odcinku Chorzów Batory – Tarnowskie Góry. 15 grudnia 2024 ruch pasażerski zostały przywrócony oraz otwarto nowy przystanek Chorzów Uniwersytet. W tym samym dniu przywrócono ruch regionalny na odcinku Chorzew Siemkowice – Zduńska Wola Karsznice po uruchomieniu połączeń z Częstochowy do Łodzi Fabrycznej przez Zduńską Wolę. Wg pierwotnego harmonogramu pod koniec 2024 roku miała zakończyć się cała przebudowa, jednakże ze względu na zwiększenie zakresu prac o około 30% wykonawca otrzymał dodatkowych 17 miesięcy. 9 marca 2025 roku oddano do użytku nowy przystanek kolejowy – Bytom Stroszek.

## Parametry techniczne
Maksymalne prędkości pociągów na dzień 9 stycznia 2019:
| Prędkość                                          | Prędkość         | Prędkość | Kilometraż | Kilometraż | Prędkość    | Prędkość         | Prędkość |
| tor 1                                             | tor 1            | tor 1    | od         | do         | tor 2       | tor 2            | tor 2    |
| pasażerskie                                       | autobusy szynowe | towarowe | od         | do         | pasażerskie | autobusy szynowe | towarowe |
| ------------------------------------------------- | ---------------- | -------- | ---------- | ---------- | ----------- | ---------------- | -------- |
| 50                                                | 50               | 50       | 5,521      | 5,524      |             |                  |          |
| 50                                                | 50               | 50       | 5,524      | 8,122      | 50          | 50               | 50       |
| 40                                                | 40               | 40       | 8,122      | 8,745      | 50          | 50               | 50       |
| 40                                                | 40               | 40       | 8,745      | 12,000     | 60          | 60               | 60       |
| 40                                                | 40               | 40       | 12,000     | 13,100     | 30          | 30               | 30       |
| 100                                               | 100              | 100      | 13,100     | 16,700     | 100         | 100              | 100      |
| 50                                                | 50               | 50       | 16,700     | 22,710     | 50          | 50               | 50       |
| 110                                               | 110              | 110      | 22,710     | 26,871     | 120         | 120              | 120      |
| 100                                               | 100              | 100      | 26,871     | 33,490     | 120         | 120              | 120      |
| 100                                               | 100              | 100      | 33,490     | 41,240     | 100         | 100              | 100      |
| 120                                               | 120              | 120      | 41,240     | 41,257     | 100         | 100              | 100      |
| 120                                               | 120              | 120      | 41,257     | 47,254     | 120         | 120              | 120      |
| 120                                               | 120              | 120      | 47,254     | 47,380     | 120         | 120              | 120      |
| 100                                               | 100              | 100      | 47,380     | 55,024     | 120         | 120              | 120      |
| 100                                               | 100              | 100      | 55,024     | 78,900     | 100         | 100              | 100      |
| 100                                               | 100              | 100      | 78,900     | 125,165    | 80          | 80               | 80       |
| 100                                               | 100              | 100      | 125,165    | 136,791    | 120         | 120              | 120      |
| 70                                                | 70               | 70       | 136,791    | 146,791    | 120         | 120              | 120      |
| 120                                               | 120              | 120      | 146,791    | 146,793    | 120         | 120              | 120      |
| 120                                               | 120              | 120      | 146,793    | 150,122    | 120         | 120              | 120      |
| 120                                               | 120              | 120      | 150,122    | 156,863    | 120         | 120              | 120      |
| 120                                               | 120              | 120      | 156,863    | 156,952    | 120         | 120              | 120      |
| 120                                               | 120              | 120      | 156,952    | 165,000    | 120         | 120              | 120      |
| 120                                               | 120              | 100      | 165,000    | 166,667    | 100         | 100              | 70       |
| 80                                                | 80               | 80       | 166,667    | 169,880    | 70          | 70               | 70       |
| 100                                               | 100              | 100      | 169,880    | 202,100    | 70          | 70               | 70       |
| 100                                               | 100              | 100      | 202,100    | 203,800    | 110         | 110              | 100      |
| 100                                               | 100              | 100      | 203,800    | 213,600    | 120         | 120              | 100      |
| 100                                               | 100              | 100      | 213,600    | 229,195    | 100         | 100              | 100      |
| 100                                               | 100              | 100      | 229,195    | 240,026    | 120         | 120              | 120      |
| 100                                               | 100              | 100      | 240,026    | 244,000    | 100         | 100              | 100      |
| 120                                               | 120              | 100      | 244,000    | 250,918    | 100         | 100              | 100      |
| 120                                               | 120              | 100      | 250,918    | 252,255    | 120         | 120              | 100      |
| 120                                               | 120              | 100      | 252,255    | 282,912    | 120         | 120              | 100      |
| 120                                               | 120              | 100      | 282,912    | 284,345    | 120         | 120              | 100      |
| 120                                               | 120              | 100      | 284,345    | 294,180    | 120         | 120              | 100      |
| 120                                               | 120              | 100      | 294,180    | 316,980    | 100         | 100              | 80       |
| 100                                               | 100              | 100      | 316,980    | 317,053    | 100         | 100              | 80       |
| 100                                               | 100              | 100      | 317,053    | 325,231    | 90          | 90               | 70       |
| 120                                               | 120              | 100      | 325,231    | 326,430    | 90          | 90               | 70       |
| 140                                               | 140              | 100      | 326,430    | 330,500    | 140         | 140              | 100      |
| 120                                               | 120              | 100      | 330,500    | 332,200    | 120         | 120              | 100      |
| 140                                               | 140              | 100      | 332,200    | 337,000    | 140         | 140              | 100      |
| 120                                               | 120              | 100      | 337,400    | 339,100    | 120         | 120              | 100      |
| 140                                               | 140              | 100      | 339,100    | 344,600    | 140         | 140              | 100      |
| 120                                               | 120              | 100      | 344,600    | 347,028    | 120         | 120              | 100      |
| 160                                               | 160              | 100      | 347,028    | 353,519    | 160         | 160              | 100      |
| 120                                               | 120              | 100      | 353,519    | 354,990    | 120         | 120              | 100      |
| 160                                               | 160              | 100      | 354,990    | 361,200    | 160         | 160              | 100      |
| 140                                               | 140              | 100      | 361,200    | 362,200    | 140         | 140              | 100      |
| 120                                               | 120              | 100      | 362,200    | 367,500    | 120         | 120              | 100      |
| 90                                                | 90               | 40       | 367,500    | 368,400    | 90          | 90               | 40       |
| 70                                                | 70               | 40       | 368,400    | 369,300    | 70          | 70               | 40       |
| 50                                                | 50               | 40       | 369,300    | 370,100    | 50          | 50               | 40       |
| 50                                                | 50               | 40       | 370,100    | 371,000    | 90          | 90               | 40       |
| 120                                               | 120              | 100      | 371,000    | 371,100    | 90          | 90               | 40       |
| 160                                               | 160              | 100      | 371,100    | 372,480    | 160         | 160              | 100      |
| 160                                               | 160              | 100      | 372,480    | 378,000    | 160         | 160              | 100      |
| 120                                               | 120              | 70       | 378,000    | 378,600    | 120         | 120              | 100      |
| 120                                               | 120              | 100      | 378,600    | 380,500    | 120         | 120              | 100      |
| 140                                               | 140              | 100      | 380,500    | 388,500    | 140         | 140              | 100      |
| 120                                               | 120              | 100      | 388,500    | 390,200    | 120         | 120              | 100      |
| 140                                               | 140              | 100      | 390,200    | 396,800    | 140         | 140              | 100      |
| 120                                               | 120              | 100      | 396,800    | 398,300    | 120         | 120              | 100      |
| 140                                               | 140              | 100      | 398,300    | 402,600    | 140         | 140              | 100      |
| 120                                               | 120              | 100      | 402,600    | 404,000    | 120         | 120              | 100      |
| 140                                               | 140              | 100      | 404,000    | 409,800    | 140         | 140              | 100      |
| 120                                               | 120              | 100      | 409,800    | 411,300    | 100         | 100              | 100      |
| 130                                               | 130              | 100      | 411,300    | 411,315    | 100         | 100              | 100      |
| 130                                               | 130              | 100      | 411,315    | 412,400    | 130         | 130              | 80       |
| 140                                               | 140              | 100      | 412,400    | 421,400    | 140         | 140              | 80       |
| 120                                               | 120              | 100      | 421,400    | 421,505    | 120         | 120              | 80       |
| 120                                               | 120              | 100      | 421,505    | 422,019    | 120         | 120              | 120      |
| 120                                               | 120              | 100      | 422,019    | 423,400    | 120         | 120              | 100      |
| 160                                               | 160              | 100      | 423,400    | 437,900    | 160         | 160              | 100      |
| 120                                               | 120              | 100      | 437,900    | 439,650    | 120         | 120              | 100      |
| 140                                               | 140              | 100      | 439,650    | 449,200    | 140         | 140              | 100      |
| 120                                               | 120              | 100      | 449,200    | 450,700    | 120         | 120              | 100      |
| 140                                               | 140              | 100      | 450,700    | 456,650    | 140         | 140              | 100      |
| 120                                               | 120              | 100      | 456,650    | 458,650    | 120         | 120              | 100      |
| 160                                               | 160              | 100      | 458,650    | 461,200    | 160         | 160              | 100      |
| 150                                               | 150              | 100      | 461,200    | 461,800    | 150         | 150              | 100      |
| 160                                               | 160              | 100      | 461,800    | 466,140    | 160         | 160              | 100      |
| 120                                               | 120              | 100      | 466,140    | 467,640    | 120         | 120              | 100      |
| 160                                               | 160              | 100      | 467,640    | 475,950    | 160         | 160              | 100      |
| 140                                               | 140              | 100      | 475,950    | 477,300    | 140         | 140              | 100      |
| 120                                               | 120              | 100      | 477,300    | 478,960    | 120         | 120              | 100      |
| 160                                               | 160              | 100      | 478,960    | 484,150    | 160         | 160              | 100      |
| 120                                               | 120              | 100      | 484,150    | 485,600    | 120         | 120              | 100      |
| 160                                               | 160              | 100      | 485,600    | 493,880    | 160         | 160              | 100      |
| 120                                               | 120              | 100      | 493,880    | 496,778    | 120         | 120              | 100      |
| 60                                                | 60               | 60       | 496,778    | 498,687    | 60          | 60               | 60       |
|                                                   |                  |          | 498,687    | 498,912    | 60          | 60               | 60       |
| nie zawiera ograniczeń z Wykazu Ostrzeżeń Stałych |                  |          |            |            |             |                  |          |

| Kilometraż | Kilometraż | Klasa | Klasa |
| od         | do         | tor 1 | tor 2 |
| ---------- | ---------- | ----- | ----- |
| 5,521      | 5,524      | D3    | -     |
| 5,524      | 7,130      | D3    | D3    |
| 7,130      | 363,600    | D3    | D3    |
| 363,600    | 368,600    | D3    | D3    |
| 368,600    | 498,687    | D3    | D3    |
| 498,687    | 498,912    | -     | D3    |

Sieć trakcyjna w zależności od odcinka jest przystosowana do prędkości maksymalnej od 110 do 160 km/h, obciążalność prądowa wynosi od 1725 do 2540 A, a minimalna odległość pomiędzy odbierakami prądu wynosi 20 m.
Linia wyposażona jest w dwukierunkową samoczynną blokadę linową pomiędzy stacją Tczew a Maksymilianowem, pomiędzy Inowrocławiem a stacją Chorzew Siemkowice oraz w pobliżu stacji Tarnowskie Góry. Pomiędzy stacją Nowa Wieś Wielka a stacją Jaksice umiejscowiona jest jednokierunkowa samoczynna blokada liniowa. Pozostałe odcinki wyposażone są w blokadę półsamoczynną.

## Infrastruktura

### Połączenia z innymi liniami
| punkt                  | linia | linia                        | linia     | źródło        |
| punkt                  | numer | kierunek                     | status    | źródło        |
| ---------------------- | ----- | ---------------------------- | --------- | ------------- |
| Chorzów Batory         | 137   | Katowice                     | czynna    | [ 14 ]        |
| Chorzów Batory         | 137   | Legnica                      | czynna    | [ 14 ]        |
| Chorzów Stary          | 145   | Radzionków                   | nieczynna | [ 14 ]        |
| Chorzów Stary          | 161   | Katowice Szopienice Północne | czynna    | [ 14 ]        |
| Bytom                  | 132   | Wrocław Główny               | czynna    | [ 14 ]        |
| Bytom Karb             | 165   | Bytom Bobrek                 | czynna    | [ 14 ]        |
| Radzionków             | 145   | Chorzów Stary                | czynna    | [ 14 ]        |
| Tarnowskie Góry        | 144   | Opole Główne                 | czynna    | [ 10 ]        |
| Tarnowskie Góry        | 182   | Zawiercie                    | czynna    | [ 91 ] [ 92 ] |
| Kalety                 | 143   | Wrocław Mikołajów            | czynna    | [ 10 ] [ 15 ] |
| podg Kalina            | 61    | Kielce Główne                | czynna    | [ 9 ]         |
| Herby Nowe             | 61    | Kielce Główne                | czynna    | [ 9 ]         |
| Herby Nowe             | 61    | Fosowskie                    | czynna    | [ 9 ]         |
| Herby Nowe             | 181   | Oleśnica                     | czynna    | [ 9 ]         |
| Chorzew Siemkowice     | 146   | podg Częstochowa Wyczerpy    | czynna    | [ 9 ]         |
| Zduńska Wola Karsznice | 14    | Łódź Kaliska                 | czynna    | [ 8 ]         |
| Zduńska Wola Karsznice | 14    | Tuplice                      | czynna    | [ 8 ]         |
| podg Dionizów          | 14    | Łódź Kaliska                 | czynna    | [ 8 ]         |
| podg Dionizów          | 14    | Tuplice                      | czynna    | [ 8 ]         |
| Ponętów                | 3     | Warszawa Zachodnia           | czynna    | [ 7 ]         |
| Ponętów                | 3     | Kunowice                     | czynna    | [ 7 ]         |
| podg Borysławice       | 3     | Warszawa Zachodnia           | czynna    | [ 7 ]         |
| podg Borysławice       | 3     | Kunowice                     | czynna    | [ 7 ]         |
| Inowrocław Rąbinek     | 206   | Drawski Młyn                 | czynna    | [ 13 ]        |
| podg Mimowola          | 741   | Jaksice                      | czynna    | [ 13 ]        |
| Inowrocław             | 353   | Poznań Wschód                | czynna    | [ 13 ]        |
| Inowrocław             | 353   | Skandawa                     | czynna    | [ 13 ]        |
| Nowa Wieś Wielka       | 201   | Gdynia Port                  | czynna    | [ 5 ]         |
| Bydgoszcz Główna       | 18    | Kutno                        | czynna    | [ 12 ]        |
| Bydgoszcz Główna       | 18    | Piła Główna                  | czynna    | [ 12 ]        |
| Bydgoszcz Główna       | 356   | Poznań Wschód                | czynna    | [ 12 ]        |
| Maksymilianowo         | 201   | Nowa Wieś Wielka             | czynna    | [ 5 ]         |
| Maksymilianowo         | 201   | Gdynia Port                  | czynna    | [ 5 ]         |
| Terespol Pomorski      | 240   | Świecie nad Wisłą            | czynna    | [ 5 ] [ 15 ]  |
| Terespol Pomorski      | 240   | Złotów                       | nieczynna | [ 5 ]         |
| Laskowice Pomorskie    | 208   | Działdowo                    | czynna    | [ 5 ]         |
| Laskowice Pomorskie    | 208   | Chojnice                     | czynna    | [ 5 ]         |
| Laskowice Pomorskie    | 215   | Bąk                          | czynna    | [ 3 ] [ 15 ]  |
| Twarda Góra            | 242   | Nowe                         | nieczynna | [ 3 ]         |
| Smętowo                | 238   | Myślice                      | nieczynna | [ 3 ]         |
| Smętowo                | 238   | Szlachta                     | nieczynna | [ 3 ]         |
| Morzeszczyn            | 244   | Gniew                        | nieczynna | [ 3 ]         |
| Tczew                  | 9     | Warszawa Wschodnia           | czynna    | [ 11 ]        |
| Tczew                  | 9     | Gdańsk Główny                | czynna    | [ 11 ]        |
| Tczew                  | 203   | Kostrzyn                     | czynna    | [ 11 ] [ 15 ] |

### Punkty eksploatacyjne
| Rodzaj i nazwa                                                      | Zdjęcie | Liczba krawędzi peronowych | Infrastruktura                                             | Dawne nazwy |
| ------------------------------------------------------------------- | ------- | -------------------------- | ---------------------------------------------------------- | --- |
| stacja kolejowa Chorzów Batory                                      |         | 4                          | kasy biletowe przejście podziemne                          | Bismarckhütte (1846–1915) Bismarckhütte Staatsbahnof (1916–1922) Hajduki (1922–1939) Bismarckhütte (1939–1941) Königshütte-Bismarck (1942–1945) Hajduki (1945–1951)                                                                           |
| przystanek osobowy Chorzów Uniwersytet                              |         | 2                          |                                                            | |
| stacja kolejowa Chorzów Miasto                                      |         | 2                          | przejście podziemne                                        | Königshütte (1860–1900) Königshütte (Oberschleisen) (1901–1909) Königshütte (1910–1915) Königshütte (Oberschleisen) Staatsbahnhof (1916–1922) Królewska Huta (1922–1934)                                                                      |
| stacja kolejowa Chorzów Stary                                       |         | 2                          |                                                            | Chorzow (1868–1922) Chorzów (1922–1939) Chorzow (1939–1941) Königshütte (Oberschleisen) Ost (1942–1943) Königshütte Ost (1944–1945) |
| stacja kolejowa Bytom                                               |         | 6                          | przejście podziemne                                        | Beuthen (1859–1900) Beuthen Oberschlesischer Bahnhof (1901–1909) Beuthen (Oberschlesien) Hauptbahnhof (1910–1931) Beuthen (Oberschlesien) (1931–1939) Beuthen (Oberschlesien) Hauptbahnhof (1939–1945)                                        |
| stacja kolejowa Bytom Karb                                          |         | 3                          |                                                            | Karf (1859–1945) Karb (1945–1947) Bobrek Karb (1948–1957) |
| posterunek odgałęźny Bytom Północny                                 |         |                            |                                                            | Beuthen Stadtwald (1859-1909) Beuthen (Oberschlesien) Stadtwald (1910-1920) Beuthen Stadtwald (1921-1944) Beuthen (Oberschlesien) Stadtwald (1944–1945)                                                                                       |
| przystanek osobowy Bytom Stroszek                                   |         | 1                          |                                                            | |
| przystanek osobowy Radzionków Rojca                                 |         | 4                          |                                                            | Neu Radzionkau (1892-1922) Rojca (1922–1939) Neu Radzionkau (1939–1945) Rojca (1945-1953) Radzionków Miasto (1954-1967) Radzionków Rojca (1968-1978) Bytom Rojca (1979-1998)                                                                  |
| stacja kolejowa Radzionków                                          |         | 5                          | przejście nadziemne                                        | Radzionkau (1869-1922) Radzionków (1922–1939) Radzionkau (1939–1945) Radzionków (1945-1978) Bytom Radzionków (1979-1998) |
| stacja kolejowa Nakło Śląskie                                       |         | 2                          | przejście nadziemne                                        | Naclo (1869-1900) Naklo (1901-1922) Nakło Śląskie (1922–1939) Naklo (1939–1945) |
| stacja kolejowa Tarnowskie Góry                                     |         | 5                          | kasa biletowa lokomotywownia przejście podziemne           | Tarnowitz (1857-1922) Tarnowskie Góry (1922–1939) Tarnowitz (1939–1945) |
| przystanek osobowy Miasteczko Śląskie                               |         | 5                          |                                                            | Georgenberg (1884-1922) Miasteczko Śląskie (1922–1939) Georgenberg (1939–1945) Miasteczko Śląskie (1945–1989) Tarnowskie Góry Miasteczko (1990-1995)                                                                                          |
| posterunek odstępowy Zwierzyniec                                    |         | 0                          |                                                            | |
| stacja kolejowa Kalety                                              |         | 3                          | kasa agencyjna KŚ przejście nadziemne                      | Stahlhammer (1884-1922) Kalety (1922–1939) Stahlhammer (1939–1945) |
| przystanek osobowy Strzebiń                                         |         | 3                          | przejście nadziemne                                        | Strzebiń (1932-1939) Strzebin (1939–1945) |
| stacja kolejowa Boronów                                             |         | 3                          |                                                            | Boronów (1926-1939) Boronow (1939–1945) |
| posterunek odgałęźny Kalina                                         |         | 0                          |                                                            | |
| stacja kolejowa Herby Nowe                                          |         | 5                          | przejście nadziemne                                        | Herby Nowe (1926-1939) Neu Herby(1939–1945) |
| stacja kolejowa Wręczyca                                            |         | 2                          |                                                            | Wręczyca (1930–1939) Wreczyca (1939-1943) Wrenczyca (1944–1945) |
| stacja kolejowa Kłobuck                                             |         | 2                          |                                                            | Kłobuck (1930–1939) Klobuck (1939–1945) Kłobuck (1945-1950) Kłobuck Częstochowski (1951-1974) |
| przystanek osobowy Mokra Częstochowska                              |         | 2                          |                                                            | |
| stacja kolejowa Miedźno                                             |         | 2                          |                                                            | Miedzno (1930-1934) Miedźno (1935-1937) Miedzno (1938-1957) |
| przystanek osobowy Annolesie                                        |         | 2                          |                                                            | |
| stacja kolejowa Działoszyn                                          |         | 4                          |                                                            | Działoszyn (1930–1939) Dzialoszyn (1939-1942) Dilltal (1943-1945) |
| stacja kolejowa Chorzew Siemkowice                                  |         | 5                          |                                                            | Siemkowice (1930-1942) Saatgrund (1943-1945) Siemkowice (1945-1967) |
| przystanek osobowy Huta                                             |         | 2                          |                                                            | Kołczygłów (1953-1971) |
| stacja kolejowa Rusiec Łódzki                                       |         | 3                          |                                                            | Rusiec (1930-1932) Rusiec Łódzki (1933-1939) Rusiec (1939–1940) Rusiec Lodzki (1941–1942) Rustitz (1943-1945) |
| stacja kolejowa Chociw Łaski                                        |         | 5                          |                                                            | Widawa (1930-1942) Wiedenbruch (Warthel) (1943-1945) Widawa (1945-1967) |
| przystanek osobowy Siedlce Łaskie                                   |         | 2                          |                                                            | Sielce (1950-1967) |
| stacja kolejowa Kozuby                                              |         | 3                          |                                                            | Kozuby (1930–1939) Kozyby (1939–1941) Kospendorf (1942-1945) |
| przystanek osobowy Kustrzyce                                        |         | 2                          |                                                            | |
| przystanek osobowy i grupa torów towarowych Zduńska Wola Południowa |         | 2                          | lokomotywownia                                             | Karsznice Towarowe(1950-1957) Karsznice Południowe (1958-1974) Zduńska Wola Karsznice Południowe |
| stacja kolejowa Zduńska Wola Karsznice                              |         | 5                          |                                                            | Karsznice (1930-1942) Karschnitz (1943) Karschnitz (Warthel) (1944–1945) Karsznice (1945-1950) Karsznice Osobowe (1951-1957) Karsznice (1958-1974)                                                                                            |
| posterunek odgałęźny Dionizów                                       |         | 0                          |                                                            | |
| stacja kolejowa Szadek                                              |         | 3                          |                                                            | Szadek (1932-1942) Schadeck (Warthel) (1943-1945) |
| stacja kolejowa Otok                                                |         | 3                          |                                                            | Otok (1931-1941) Heimwald (1942-1945) |
| stacja kolejowa Poddębice                                           |         | 3                          |                                                            | Poddębice (1932-1939) b/d (1939–1945) |
| stacja kolejowa Kłudna                                              |         | 3                          |                                                            | Kłudna (1931-1939) Kludna (1939-1942) Kluden (1943-1945) |
| stacja kolejowa Kraski                                              |         | 3                          |                                                            | Kraski (1932-1942) Buntfeld (1943-1945) |
| stacja kolejowa Dąbie nad Nerem                                     | 200px   | 3                          |                                                            | Dąbie nad Nerem (1932-1936) Dąbie (1937-1939) Dabie (1939-1942) Eichstätt (Warthel) (1943-1945) |
| stacja kolejowa Ponętów                                             |         | 3                          |                                                            | Ponętów (1932-1939) Ponentów (1939-1942) Lockheim (1943-1945) |
| stacja kolejowa Lipie Góry                                          |         | 3                          |                                                            | Lipie Góry (1932-1939) Lipie Gory (1939-1942) Liebguhren (1943-1945) |
| stacja kolejowa Babiak                                              |         | 3                          |                                                            | Babiak (1932-1942) Babenwald (1943-1945) |
| stacja kolejowa Zaryń                                               |         | 3                          |                                                            | Zaryń (1932-1939) Zaryn (1939-1942) Sarin (1943-1945) |
| stacja kolejowa Piotrków Kujawski                                   |         | 3                          |                                                            | Piotrków Kujawski (1932-1939) Petrikau (Posen) (1939–1940) Petrikau (Warthel) (1941–1945) |
| stacja kolejowa Chełmce                                             |         | 3                          |                                                            | Chełmce (1932-1939) Chelmce (1939-1942) Grünholm (1943-1945) |
| przystanek osobowy Bachorce                                         |         | 2                          |                                                            | |
| stacja kolejowa Karczyn                                             |         | 3                          |                                                            | Karczyn (1932-1939) Kartschin (1939-1942) Talrode (1943-1945) |
| stacja kolejowa Inowrocław Rąbinek                                  |         | 4                          | nieczynna lokomotywownia                                   | Klausaschacht (1882-1900) Rąbinek (1932-1939) Rabinek (1939-1942) Romburg (1943-1945) Rąbinek (1945-1957) |
| posterunek odgałęźny Mimowola                                       |         | 0                          |                                                            | |
| stacja kolejowa Inowrocław                                          |         | 6                          | kasa biletowa nieczynna lokomotywownia przejście podziemne | Hohensalza (1872-1919) Inowrocław (1919-1939) Hohensalza (1939–1945) |
| stacja kolejowa Jaksice                                             |         | 3                          |                                                            | Jakschitz (1885-1915) Jakschütz (1916-1920) Jaksice (1920-1939) Jakschütz (1939–1941) Axelhausen (1942-1945) |
| stacja kolejowa Złotniki Kujawskie                                  |         | 3                          |                                                            | Güldenhof (1878-1919) Złotniki Kujawskie (1919-1939) Güldenhof (1939–1945) |
| stacja kolejowa Nowa Wieś Wielka                                    |         | 6                          |                                                            | Gross Neudorf (1872-1920) Nowawieś Wielka (1920-1938) Nowa Wieś Wielka (1939) Gross Neudorf (1939-1943) Gross Neudorf (Westpreussen) (1944) Grossneudorf (Westpreussen) (1944–1945) Nowa Wieś Wielka (1948-1967) Nowa Wieś Wielka (1968-1974) |
| przystanek osobowy Chmielniki Bydgoskie                             |         | 2                          |                                                            | Chmielniki (1926-1939) Hopfengarten See (1939–1945) Chmielniki (1945-1951) |
| stacja kolejowa Brzoza Bydgoska                                     |         | 2                          |                                                            | Hopfengarten (1890-1920) Brzoza (1930–1939) Hopfengarten (1939–1945) Broza (1945-1951) |
| stacja kolejowa Trzciniec                                           |         | 3                          |                                                            | Rohrbruch (1886-1920) Trzciniec (1920-1939) Rohrbruch (1939–1945) |
| stacja kolejowa Bydgoszcz Główna                                    |         | 10                         | kasy biletowe lokomotywownia przejście podziemne           | Bromberg (1851-1909) Bromberg Staatsbahnhof (1910-1920) Bydgoszcz (1920-1939) Bromberg (1939–1941) Bromberg Hauptbahnhof (1942-1945) Bydgoszcz (1945-1946)                                                                                    |
| przystanek osobowy Rynkowo Wiadukt                                  |         | 2                          |                                                            | |
| przystanek osobowy i posterunek odstępowy Rynkowo                   |         | 3                          |                                                            | Rynkowo (1918–1939) Rinkau (1939–1945) |
| stacja kolejowa Maksymilianowo                                      |         | 5                          |                                                            | Maxymilianowo (1880-1907) Maxthal (1907-1909) Maxtal (1910-1922) Maksymilianowo (1920-1939) Maxtal (1939–1945) |
| stacja kolejowa Kotomierz                                           |         | 3                          |                                                            | Klahrheim (1852-1920) Kotomierz (1920-1939) Klahrheim (1939–1941) Klarheim (1942-1945) |
| stacja kolejowa Pruszcz Pomorski                                    |         | 2                          |                                                            | Prust (1852-1920) Pruszcz Pomorski (1920-1939) Prust (1939–1945) |
| stacja kolejowa Parlin                                              |         | 3                          |                                                            | |
| stacja kolejowa Terespol Pomorski                                   |         | 5                          | nieczynna lokomotywownia przejście podziemne               | Terespol (1851-1920) Terespol Pomorski (1920-1939) Terespol (Westpreussen) (1939–1941) Terzewald (1942-1945) |
| stacja kolejowa Laskowice Pomorskie                                 |         | 4                          | nieczynna lokomotywownia przejście podziemne               | Laskowitz (1852-1909) Laskowitz (Westpreussen) (1910-1920) Laskowice (1920-1939) Laskowitz (Westpreussen) (1939-1942) Lasswitz (1943-1945) |
| stacja kolejowa Warlubie                                            |         | 3                          |                                                            | Warlubin (1852-1866) Warlubien (1867-1920) Warlubie (1920-1939) Warlubien (1939–1941) Warlieb (1942-1945) |
| stacja kolejowa Twarda Góra                                         |         | 2                          | nieczynna lokomotywownia                                   | Hardenberg (1852-1920) Twarda Góra (1920-1939) Hardenberg (1939–1945) |
| stacja kolejowa Smętowo                                             |         | 5                          | nieczynna lokomotywownia                                   | Czerwinsk (1862-1890) Schmentau (1890-1920) Smętowo (1920-1939) Schmentau (1939–1945) |
| przystanek osobowy Majewo                                           |         | 2                          |                                                            | Paulshof (1895-1920) Majewo (1920-1939) Paulshof (1939–1945) |
| stacja kolejowa Morzeszczyn                                         |         | 3                          |                                                            | Morroschin (1852-1920) Morzeszczyn (1920-1939) Morroschin (1939–1941) Leutmannsdorf (1942-1945) |
| przystanek osobowy Kulice Tczewskie                                 |         | 2                          |                                                            | Kulice (1924-1939) Kulitz (1939–1945) Kulice (1945-1950) |
| stacja kolejowa Pelplin                                             |         | 2                          |                                                            | |
| stacja kolejowa Subkowy                                             |         | 2                          |                                                            | Subkau (1878-1920) Subkowy (1920-1939) Subkau (1939–1945) |
| przystanek osobowy Czarlin                                          |         | 2                          |                                                            | Narkau (1906-1920) Narkowy (1920-1939) Narkau (1939–1945) Narkowy (1945-1957) |
| posterunek odgałęźny Górki                                          |         | 0                          |                                                            | |
| stacja kolejowa Tczew                                               |         | 7                          | kasa biletowa lokomotywownia przejście nadziemne           | Dirschau (1852-1920) Tczew (1920-1939) Dirschau (1939–1945) |
| [ 15 ]                                                              |         | [ 94 ]                     |                                                            | [ 99 ] |

### Infrastruktura towarzysząca

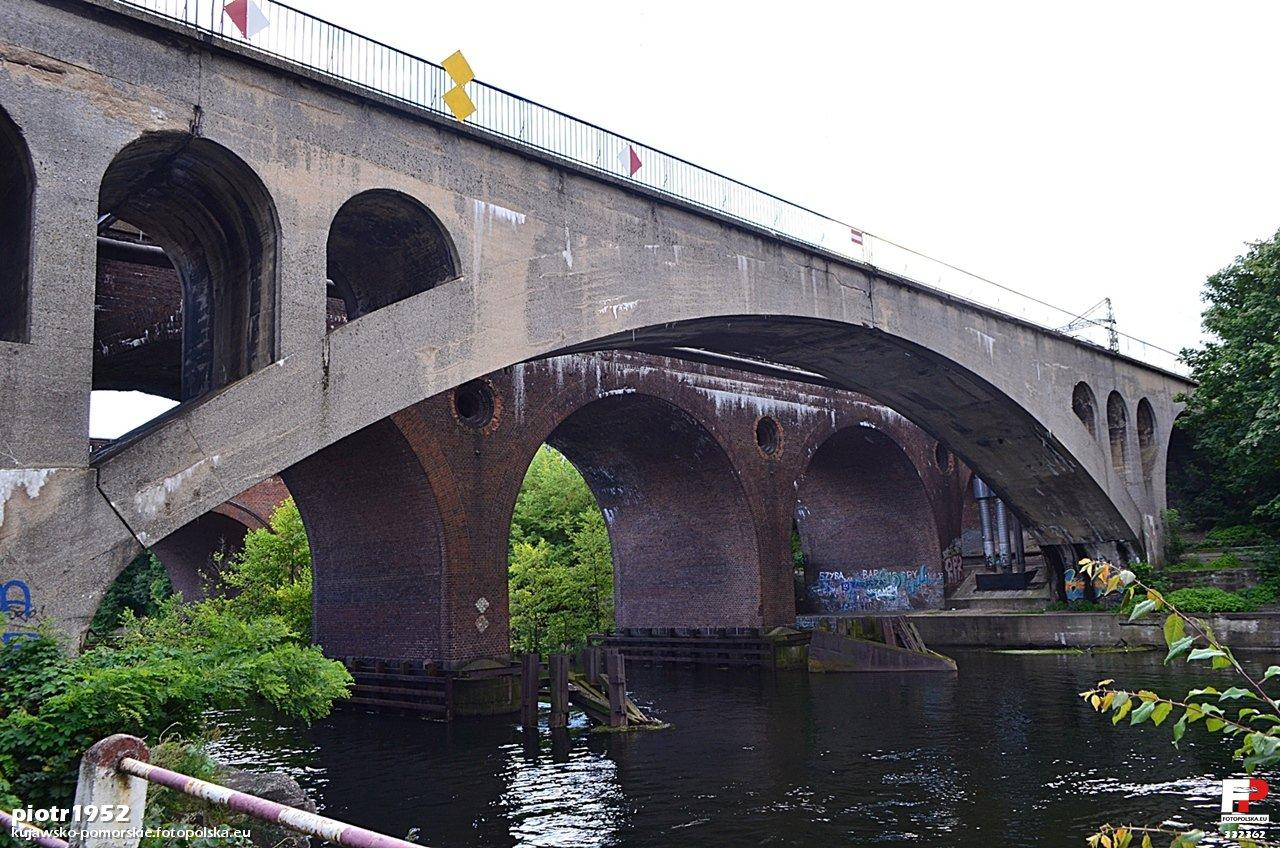
Mosty kolejowe na Brdzie w Bydgoszczy

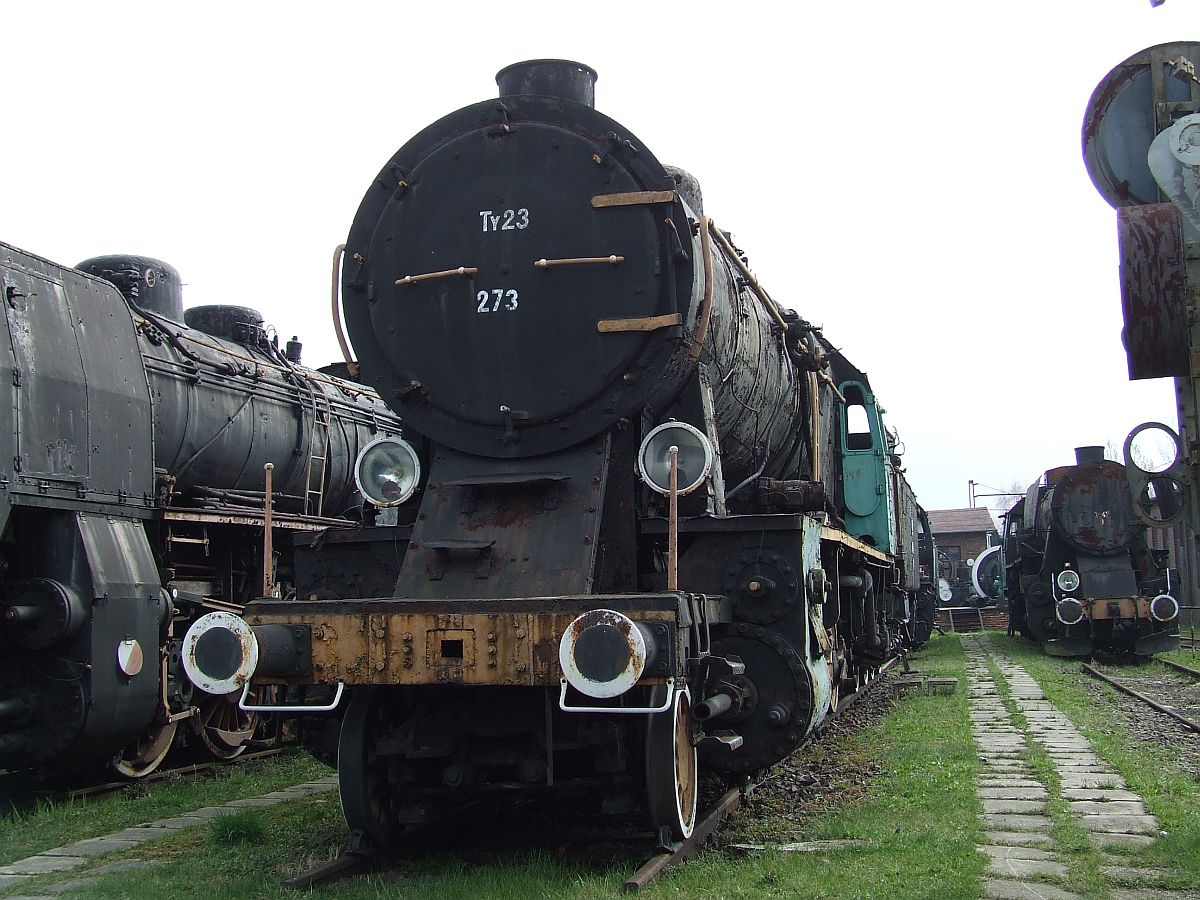
Fragment ekspozycji muzeum w Zduńskiej Woli-Karsznicach

#### Lokomotywownie
Przy linii znajdują się lokomotywownie w Tarnowskich Górach, Zduńskiej Woli Karsznicach, Bydgoszczy i Tczewie. Lokomotywownia w Zduńskiej Woli powstała specjalnie dla obsługi Magistrali Węglowej, natomiast pozostałe istniały już wcześniej. Na północnym odcinku działały niewielkie lokomotywownie działające przy lokalnych (już nieistniejących) węzłach.

#### Budynki mieszkalne
Z racji przechodzenia linii z daleka do terenów zabudowanych w pobliżu węzłów powstały osiedla kolejowe. Największym z nich były Karsznice, od 1973 będące częścią Zduńskiej Woli.

#### Obiekty muzealne
W Zduńskiej Woli-Karsznicach oraz Herbach, a także w leżącej przy linii nr 201 Kościerzynie, zostały utworzone placówki paramuzealne zajmujące się gromadzeniem wycofywanego taboru, infrastruktury kolejowej, a także innych pamiątek związanych z Magistralą Węglową. Placówki te znajdują się w dawnych budynkach kolejowych. Obiekty te są udostępnione do zwiedzania.
Za początki skansenu w Zduńskiej Woli Karsznice jest uważne rozpoczęcie gromadzenia pamiątek w 1989. Pierwszym dużym eksponatem był parowóz Px48 ustawiony na pomniku przy wjeździe na teren lokomotywowni. Uroczyste otwarcie miejsca ekspozycji zabytkowego taboru nastąpiło 11 listopada 1993. Od 2010 roku obiekt znajduje się pod zarządem Muzeum Historii Miasta Zduńska Wola, a od 2015 roku jest jego oficjalną filią.

## Ruch pociągów

### Pociągi regionalne

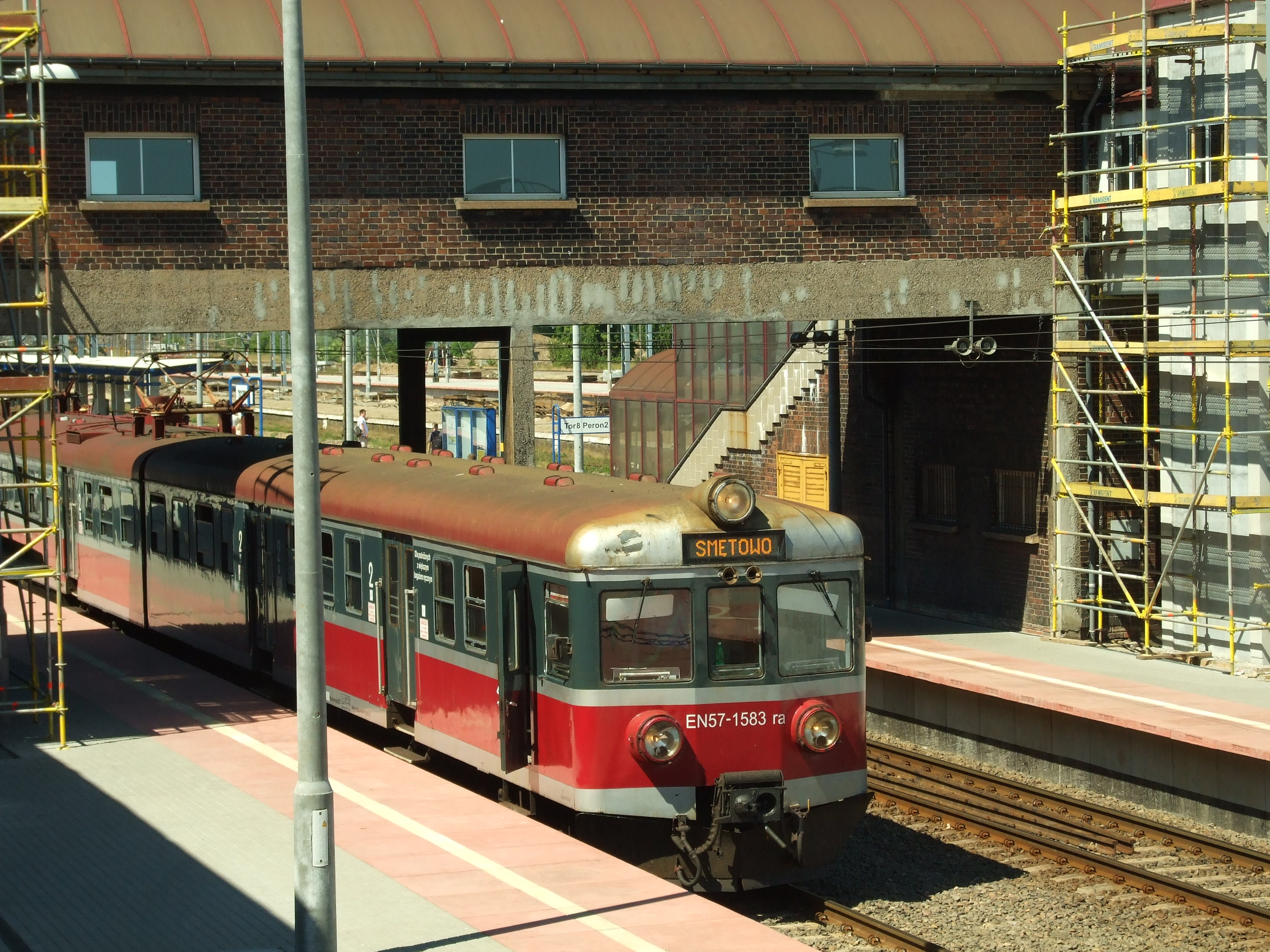
Pociąg osobowy z Tczewa do Smętowa

Linia kolejowa nr 131 została zbudowana jako linia typowo towarowa służąca do przewozu węgla ze Śląska do portu. Z tego względu omija większe miasta (oprócz Bydgoszczy). W przeciwieństwie do oryginalnego przebiegu magistrali węglowej linia 131 obsługuje Bydgoszcz Główną i Tczew.
W rozkładzie jazdy 2014/2015 pociągi osobowe uruchamiane są na następujących odcinkach:
- Chorzów Batory – Kalety przez Koleje Śląskie (pociągi relacji Katowice – Lubliniec)[103],
- Inowrocław – Tczew przez Polregio[104],
- Tarnowskie Góry – Herby Nowe przez Polregio[104],
- Bydgoszcz Główna – Maksymilianowo przez Arriva (pociągi relacji Bydgoszcz – Chojnice)[105].

Na odcinku Inowrocław – Herby Nowe nie są uruchamiane pociągi osobowe.

### Pociągi dalekobieżne

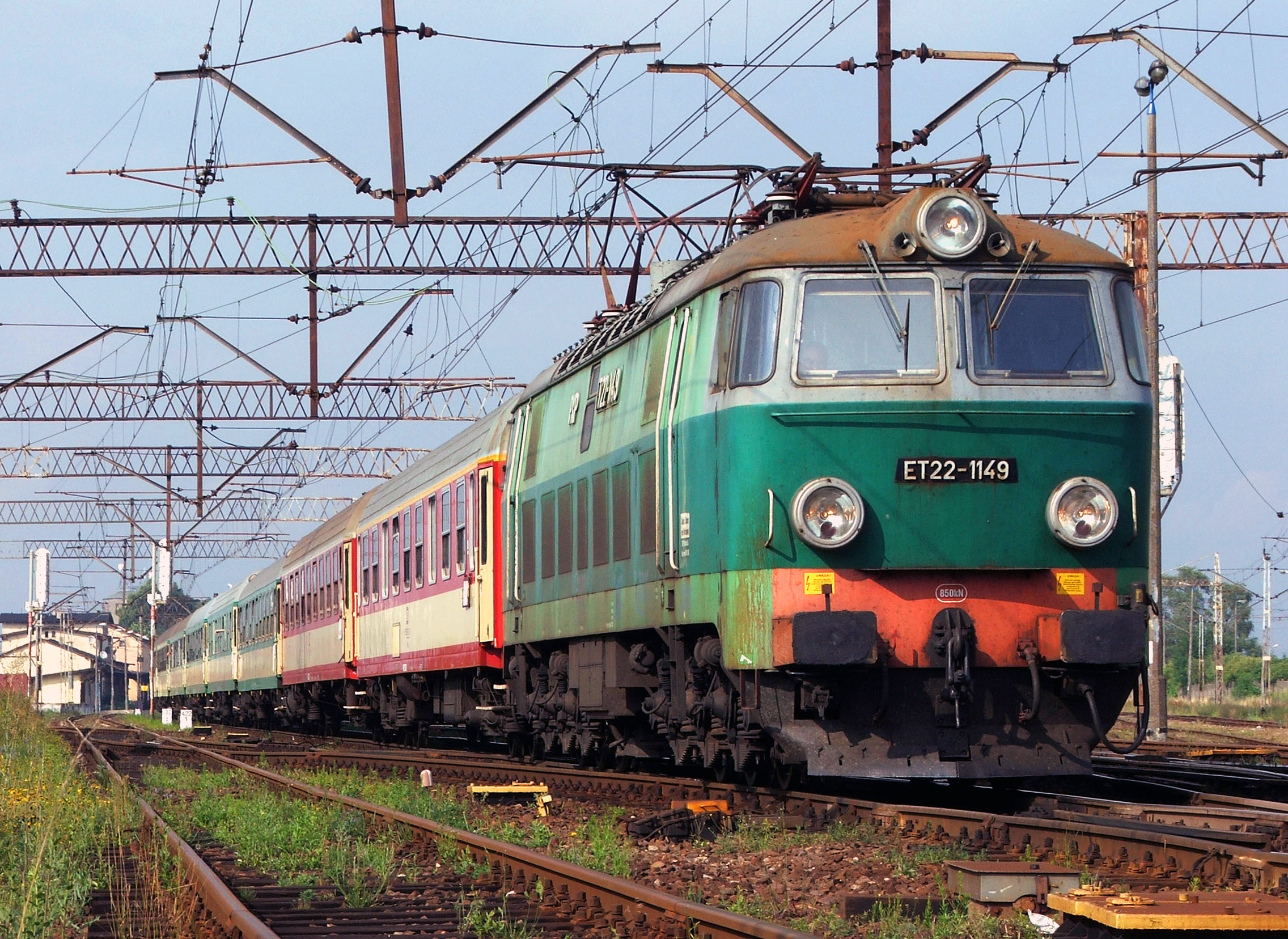
Pociąg pospieszny relacji Gdynia Główna – Wrocław Główny w Laskowicach Pomorskich

Linia kolejowa nr 131 obsługuje pociągi dalekobieżne z Trójmiasta do Bydgoszczy oraz dalej do Poznania (linią 131 do stacji Inowrocław). Na pozostałym odcinku linii pociągi dalekobieżne nie kursowały do 1981. Po 1981 linią tą trasowano wybrane pociągi głównie sezonowe.
W czerwcu 2011, dzięki podniesieniu prędkości pomiędzy Bydgoszczą a Laskowicami do 120 km/h oraz za sprawą przedłużających się remontów na linii kolejowej nr 9, PKP Intercity przeniosło dwie pary pociągów kategorii Express InterCity "Kaszub" i "Neptun" relacji Warszawa – Gdynia oraz kilka par pociągów TLK, które kursują linią nr 131 od Inowrocławskiego Węzła Kolejowego do Tczewa.
Od 6 czerwca 2012 linią 131 pomiędzy Inowrocławiem a Tczewem jeździ pociąg EuroCity relacji Berlin – Gdynia. Pociąg ten zatrzymuje się (na linii 131) w Inowrocławiu, Bydgoszczy Głównej i Tczewie.

### Pociągi towarowe

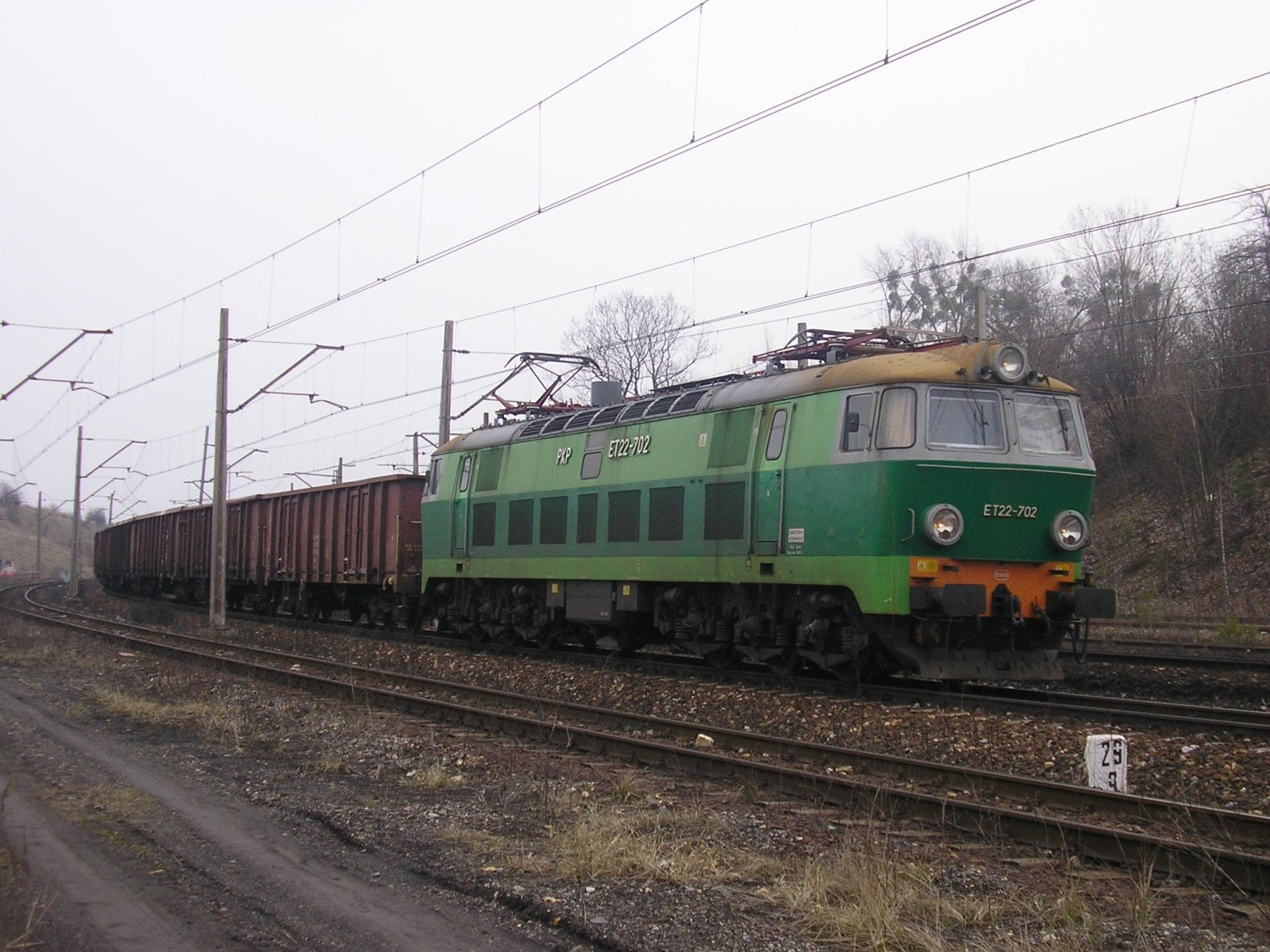
Pociąg towarowy z lokomotywą ET22-702 w okolicy Nakła Śląskiego

Podstawowym zadaniem linii 131 jest przewóz ciężkich pociągów towarowych ze Śląska do trójmiejskich portów. Linia ta ze względu na omijanie dużych aglomeracji (pociągi towarowe omijały stację Bydgoszcz Główna i Inowrocław za pomocą łącznic lub innych linii) oraz względnie niską gęstość zabudowy była pozbawiona ruchu pasażerskiego, który mógłby przeszkadzać w prowadzeniu ruchu pociągów towarowych. Do obsługi tej linii przeznaczone były najsilniejsze elektrowozy eksploatowane w Polsce oraz najbardziej pojemne węglarki sześcioosiowe. Szczyty przewozów (pasażerskich i towarowych) przypadły na lata 30. i 70., gdy ze względu na dużą produkcję i eksport węgla na linii dochodziło do kongestii pociągów towarowych. Pociągi towarowe obsługujące przemysł terenowy (lokalny) miały bardzo znikomy udział w pracy przewozowej.